# 영동고속도로
| 2001년 이전 고속국도 노선 (기종점은 2001년 8월 24일 이전을 기준으로 함) | 2001년 이전 고속국도 노선 (기종점은 2001년 8월 24일 이전을 기준으로 함) | 2001년 이전 고속국도 노선 (기종점은 2001년 8월 24일 이전을 기준으로 함) |
| ----------------------------------------------------------------------- | ----------------------------------------------------------------------- | ----------------------------------------------------------------------- |
| 노선 기호와 사용 연도                                                   |                                                                         | 12                                                                      |
| 노선 기호와 사용 연도                                                   | 1991년 ~ 1997년                                                         | 1997년 ~ 2001년                                                         |
| 노선명                                                                  | 신갈안산고속도로 (고속국도 제12호선)                                    | 신갈안산고속도로 (고속국도 제12호선)                                    |
| 기점                                                                    | 경기도 용인시                                                           | 경기도 용인시                                                           |
| 종점                                                                    | 경기도 안산시                                                           | 경기도 안산시                                                           |

| 2001년 이전 고속국도 노선 (기종점은 2001년 8월 24일 이전을 기준으로 함) | 2001년 이전 고속국도 노선 (기종점은 2001년 8월 24일 이전을 기준으로 함) | 2001년 이전 고속국도 노선 (기종점은 2001년 8월 24일 이전을 기준으로 함) |
| ----------------------------------------------------------------------- | ----------------------------------------------------------------------- | ----------------------------------------------------------------------- |
| 노선 기호와 사용 연도                                                   |                                                                         | 4                                                                       |
| 노선 기호와 사용 연도                                                   | 1983년 ~ 1997년                                                         | 1997년 ~ 2001년                                                         |
| 노선명                                                                  | 영동고속도로 (고속국도 제4호선)                                         | 영동고속도로 (고속국도 제4호선)                                         |
| 기점                                                                    | 경기도 용인시                                                           | 경기도 용인시                                                           |
| 종점                                                                    | 강원도 강릉시                                                           | 강원도 강릉시                                                           |

영동고속도로(嶺東高速道路, Yeongdong Expressway, 고속국도 제50호선)는 대한민국 인천광역시 남동구를 기점으로, 강원특별자치도 강릉시를 종점으로 동서를 잇는 대한민국의 고속도로이다. 1971년 수도권과 강원도를 잇는 고속도로로 개통하였으며, 1990년대 말까지는 강원도 지역 구간은 제한 속도 80km/h로, 대관령 고개 구간은 40km/h로 운영하였는데, 험준한 산악 지역인 대관령을 경유하여 기존 도로를 개량하여 고속도로로 지정하여 운영하였다. 현재는 전 구간 4~8차로, 일부 구간 10차로로 개량되었으나, 주말이나 명절, 휴가철에는 교통 체증이 자주 발생하고 있다. 이러한 교통 체증을 완화하기 위해 2011년 11월 11일에 경기도 광주시에서 강원도 원주시를 연결하는 광주원주고속도로가 착공되어, 2016년 11월 11일에 개통하였다. 2018년 평창 동계 올림픽을 대비하기 위하여 2016년 3월 15일에 여주 분기점에서 강릉 분기점까지의 시설 개량 공사가 착공 되어 2017년 12월 22일에 완공되었다.

## 역사

### 왕복 2차로 시절
- 1971년 3월 24일: 신갈 분기점 ~ 새말 나들목 104km 구간 왕복 2차로 공사 착공[2]
- 1971년 8월 31일: 서울 중구 세종로 ~ 강원도 횡성군 우천면 우항리 구간을 고속국도 제4호선 서울 ~ 원주선으로 지정[3]
- 1971년 11월 29일: 경기도 용인군 기흥면 신갈리 ~ 강원도 횡성군 우천면 우항리 140km 구간에 도로 구역 결정으로 고속도로 부지 확정[4]
- 1971년 12월 1일: 신갈 분기점 ~ 새말 나들목 104km 구간 왕복 2차로 개통[5][6]
- 1972년 1월 1일: 신갈 분기점 ~ 새말 나들목 구간 유료화[7]
- 1973년 8월 23일: 종점을 '강원도 횡성군 우천면 우항리'에서 '강원도 강릉시 홍제동'으로 연장, 이에 따라 '서울 ~ 원주선'에서 '서울 ~ 강릉선'이 됨[8]
- 1973년 12월 31일: 양지 나들목 개통[9]
- 1974년 3월 26일: 새말 나들목 ~ 강릉 분기점 구간 97km 공사[10]
- 1975년 9월: 마성 나들목 착공[11]
- 1975년 10월 1일: 고속도로 부지로 강원도 횡성군 우천면 우항리 ~ 강릉시 홍제동 97km 구간을 도로 구역으로 결정[12]
- 1975년 10월 14일: 새말 나들목 ~ 강릉 분기점 97km 구간 왕복 2차로 개통으로 고속도로 전구간 준공[13][14]
- 1976년 4월 10일: 마성 나들목 개통[15][11]
- 1976년 12월 20일: 나들목 건설 부지로 용인군 구성면 동백리 일대에 도로 구역 결정[16]
- 1977년 1월 5일: 덕평 나들목 개통[17]
- 1978년 6월 22일: 기점을 '서울특별시 종로구 세종로'에서 '경기도 용인군 기흥면'으로 단축, 이에 따라 '서울 ~ 강릉선'에서 '수원 ~ 강릉선'이 됨[18]
- 1979년 3월 21일: 둔내 요금소 설치를 위해 강원도 횡성군 둔내면 우용리 250m 구간을 도로 구역으로 결정[19]
- 1979년 12월 28일: 둔내 요금소 구간 개통[20]
- 1980년 1월 5일: 둔내 요금소 내 영업소 및 화장실 설치로 인해 강원도 횡성군 둔내면 우용리 140m 구간을 도로 구역으로 결정[21]
- 1981년 11월 7일: 영동고속도로(영동선)으로 노선명 변경[22]
- 1982년 9월 9일: 소사휴게소 (상행) 건설 공사로 인해 강원도 횡성군 안흥면 소사리 900m 구간 도로 구역 변경[23]
- 1987년 2월 3일: 영동 지방 폭설 및 악천후로 원주 ~ 강릉 구간 48시간 동안 불통
- 1987년 5월 8일: 가남휴게소 (상행) 확장 공사로 인해 경기도 여주군 가남면 오산리 180m 구간 도로 구역 변경[24]
- 1987년 12월 3일: 호법 분기점 개통
- 1988년 1월 14일: 경기도 용인군 기흥읍 ~ 안산시 양상동 구간을 고속국도 제12호선 신갈 ~ 반월고속도로(신갈 ~ 반월선)으로 지정[25]
- 1988년 2월 6일: 신갈~반월고속도로 신설을 위해 경기도 용인군 기흥읍 신갈리 ~ 안산시 양상동 25km 구간 도로 구역 결정[26]
- 1988년 4월 12일: 안산 분기점 ~ 신갈 분기점 23.2km 구간 왕복 4차로 신설 착공[27]
- 1988년 12월 15일: 동해고속도로와 연결[28]
- 1989년 6월 12일: 호법 분기점 차선 확장 공사로 인해 경기도 이천군 호법면 안평리 ~ 유산리 2.05km 구간 도로 구역 변경[29]
- 1989년 7월 4일: 민원 해소를 위한 버스 정류장 설치 공사로 인해 강원도 명주군 성산면 어흘리 220m 구간 도로 구역 변경[30]
- 1990년 9월 1일: 여주 나들목과 문막 나들목 사이에 있는 섬강교에서 섬강교 버스 추락 사고 발생
- 1990년 10월 26일: 구산휴게소 (상행) 신설 공사로 인해 강원도 명주군 성산면 구산리 700m 구간 도로 구역 변경[31]
- 1991년 2월 27일: 서창 분기점 ~ 안산 분기점 27.6km 구간 왕복 6차로 확장공사 착공[32]
- 1991년 8월 3일: 둔내 요금소 차선 확장 공사를 위해 강원도 횡성군 둔내면 용두리 70m 구간 도로 구역 변경[33]

### 왕복 4차로 시절
- 1991년 11월 29일: 안산 분기점 ~ 신갈 분기점 23.2km 구간 왕복 4차로 개통[34][35]
- 1991년 12월 6일: 신갈 분기점 ~ 만종 분기점 77km 구간 왕복 4차로 확장 공사[36]
- 1991년 12월 31일: 혼합 교통 구간 개량을 위해 강원도 명주군 성산면 구산리 ~ 강릉시 홍제동 5.14km 구간 도로 구역 변경[37]
- 1992년 3월 31일: 신갈 분기점 ~ 만종 분기점 구간 왕복 4차로 확장 공사로 인해 경기도 용인군 기흥읍 신갈리 ~ 강원도 원주군 호저면 만종리 76.97km 구간 도로 구역 변경[38]
- 1992년 4월 29일: 신갈 ~ 반월고속도로 명칭을 신갈 ~ 안산고속도로(신갈 ~ 안산선)로 변경[39]
- 1993년 2월 27일: 대관령 구간 오르막 차로 설치 공사로 인해 강원도 명주군 성산면 어흘리 1.84km 구간 도로 구역 변경[40]
- 1993년 4월 3일: 둔내 요금소 차선 확장 공사로 인해 강원도 횡성군 둔내면 우용리 140m 구간 도로 구역 변경[41]
- 1993년 5월 26일: 가남휴게소 확장 공사로 인해 경기도 여주군 가남면 본두리 560m 구간 도로 구역 변경[42]
- 1994년 4월 28일: 1994년 12월까지 대관령 구간 오르막 차로 설치 공사로 인해 강원도 명주군 성산면 어흘리 837m 구간 도로 구역 변경[43]
- 1994년 5월 2일: 홍제 교차로 개량을 위해 강원도 강릉시 홍제동 760m 구간 도로 구역 변경[44]
- 1994년 7월 7일: 서창 분기점 ~ 안산 분기점 27.6km 구간 왕복 6차로 확장 공사[45]
- 1994년 10월 17일: 1997년 12월까지 만종 분기점 ~ 새말 나들목 구간 왕복 4차로 확장 공사로 인해 강원도 원주군 호저면 만종리 ~ 횡성군 우천면 우항리 19.16km 구간을 19.01km로 도로 구역 변경[46]
- 1994년 10월 21일: 만종 분기점 ~ 새말 나들목 18.7km 구간 왕복 4차로 확장 공사
- 1994년 12월 12일: 신갈 분기점 ~ 만종 분기점 77km 구간 왕복 4차로 확장 완료[47]
- 1994년 12월 14일: 만종 분기점 개통
- 1994년 12월 15일: 신갈 ~ 원주 구간 4차로 확장 개통으로 인해 통행료 20% 할인 폐지[48]
- 1995년 4월 1일: 1996년 12월까지 용인 나들목 접속부 입체화 공사로 인해 경기도 용인군 용인읍 유방리 240m 구간을 400m로 도로 구역 변경[49]
- 1995년 4월 8일: 1995년 12월까지 대관령 구간 오르막 차로 설치 공사로 인해 강원도 강릉시 성산면 어흘리 3.16km 구간 도로 구역 변경[50]
- 1995년 4월 26일: 1995년 12월까지 횡계 나들목 개량 공사로 인해 강원도 평창군 도암면 횡계리 440m 구간 도로 구역 변경[51]
- 1995년 9월 21일: 1999년 12월까지 왕복 4차로 확장 공사로 인해 강원도 횡성군 둔내면 현천리 ~ 삽교리 10.3km 구간을 10.26km로, 강원도 평창군 봉평면 진조리 ~ 용평면 속사리 21.14km 구간을 20.1km로, 강원도 평창군 진부면 하진부리 ~ 도암면 유천리 6.4km 구간을 6.3km로 도로 구역 변경[52]
- 1995년 11월 24일: 새말 나들목 ~ 월정 요금소 59.2km 구간 왕복 4차로 확장 및 이설 공사[53]
- 1995년 12월 28일: 안산 분기점 개통
- 1996년 3월 7일: 1999년 12월까지 새말 ~ 둔내 구간 왕복 4차로 확장 공사로 인해 강원도 횡성군 우천면 법주리 ~ 둔내면 현천리 14.62km 구간을 15.85km로 도로 구역 변경[54]
- 1996년 3월 16일: 1996년 12월까지 용인 나들목 접속부 입체화 공사로 인해 경기도 용인군 용인읍 유방리 214m 구간을 300m로 도로 구역 변경[55]
- 1996년 4월 23일: 1999년 12월까지 둔내 ~ 진부 구간 왕복 4차로 확장 공사로 인해 강원도 횡성군 둔내면 삽교리 ~ 봉평면 진조리 6.8km 구간을 4.6km로, 강원도 평창군 용평면 속사리 ~ 진부면 하진부리 5.9km 구간을 2.93km로 도로 구역 변경[56]
- 1996년 7월 1일: 기점을 '경기도 용인군 기흥읍'에서 '경기도 용인시 기흥읍'으로 변경, 종점을 '강원도 강릉시 홍제동'에서 '강원도 강릉시 성산면'으로 단축, 신갈 ~ 안산고속도로의 기점을 '경기도 용인군 기흥읍'에서 '경기도 용인시 기흥읍'으로 변경[57]
- 1996년 7월 30일: 구 월정 요금소 ~ 횡계 나들목 10.1km 구간 왕복 4차로 확장 및 이설 공사
- 1996년 12월 7일: 2001년 12월까지 월정 요금소 ~ 횡계 나들목 왕복 4차로 확장 공사로 인해 강원도 평창군 도암면 유촌리 ~ 횡계리 10.3km 구간을 10.1km로 도로 구역 변경[58], 1999년 12월까지 덕평휴게소 건설 공사로 인해 경기도 이천시 마장면 각평리 ~ 호법면 단천리 1.7km 구간 도로 구역 변경[59]
- 1996년 12월 17일: 둔대 분기점 개통
- 1996년 12월 27일: 횡계 나들목 ~ 강릉 분기점 26.5km 구간 왕복 4차로 확장 및 이설 공사[60]
- 1997년 3월 20일: 2001년 12월까지 횡계 나들목 ~ 강릉 분기점 왕복 4차로 확장 공사로 인해 강원도 평창군 도암면 횡계리 ~ 강릉시 홍제동 25.4km 구간을 29.9km로 도로 구역 변경[61]
- 1997년 6월 25일: 2001년 12월까지 안산 분기점 ~ 신갈 분기점 왕복 6차로 확장 공사 및 부곡화물터미널 나들목 진출입로 설치를 위해 경기도 용인시 기흥읍 신갈리 ~ 안산시 장하동 23.2km 구간 도로구역 변경, 영동고속도로 신갈 분기점 ~ 마성 나들목 확장 공사로 인해 경기도 용인시 기흥읍 신갈리 ~ 구성면 보정리 4.98km 구간 도로 구역 변경[62]
- 1997년 10월 2일: 1999년 12월까지 장평 나들목 접속부 입체화 공사로 인해 강원도 평창군 용평면 장평리 790m 구간 도로 구역 변경[63]
- 1997년 11월 18일: 1999년 12월까지 면온 나들목 건설 공사로 인해 강원도 평창군 봉평면 면온리 1.1km 구간 도로 구역 변경[64]
- 1997년 12월 20일: 만종 분기점 ~ 새말 나들목 18.7km 구간 왕복 4차로 확장 완료[65]
- 1998년 2월 26일: 용평휴게소 (상행) 확장 공사로 인해 강원도 평창군 용평면 이목정리 230m 구간을 260m로 도로 구역 변경[66]
- 1998년 6월 8일: 1999년 8월까지 월정 요금소 설치 공사로 인해 강원도 평창군 진부면 간평리 ~ 도암면 유천리 370m 구간 도로 구역 변경[67]
- 1998년 7월 4일: 1999년 8월까지 속사 나들목 진출입 램프 개량 공사로 인해 강원도 평창군 용평면 속사리 630m 구간 도로 구역 변경[68]
- 1998년 9월 21일: 2001년 12월까지 안산 분기점 선형 변경을 위해 경기도 용인시 기흥읍 신갈리 ~ 안산시 장하동 23.2km 구간 도로 구역 변경[69]
- 1998년 12월 23일: 동군포 나들목 개통[70]
- 1999년 4월 17일: 2003년까지 호법 ~ 가남 구간 왕복 8차로 확장 공사로 인해 경기도 이천시 호법면 안평리 ~ 여주군 가남면 본두리 15.041km 구간 도로 구역 변경[71]
- 1999년 7월 15일: 새말 나들목 ~ 월정 요금소 59.2km 구간 왕복 4차로 확장 개통[72][73][74], 확장 개통으로 요금 수납 방식이 개방식에서 폐쇄식으로 변경되어 새말, 둔내, 면온, 장평, 속사, 진부 나들목에 요금소를 설치하고 통행료 징수 개시, 기존 새말 요금소, 둔내 요금소 폐쇄, 월정 요금소 신설[75]
- 1999년 10월 1일: 신갈 분기점 ~ 마성 나들목 (마성터널) 4.98km 구간 확장 개통[76]
- 1999년 9월 24일: 태풍 영향으로 면온 나들목 ~ 둔내 터널 강릉 쪽 입구 상행선 구간 (구 영동 고속 도로 길음 ~ 둔내령 영동1호 터널 평창 쪽 구간 지반 침하 붕괴 사고 발생 72시간 동안 편도 3개 차로 중 2개 차로 통제
- 1999년 11월 16일: 삽교 교차로 ~ 면온 나들목간 둔내터널로 이설 완료, 속사 나들목 ~ 진부 나들목간 진부터널로 이설 완료[73][77][78]
- 2000년 7월 13일: 2003년 12월까지 여주휴게소 (하행) 확장 공사로 인해 경기도 이천시 호법면 안평리 ~ 여주군 가남면 본두리 15.041km 구간 도로 구역 변경[79]
- 2000년 7월 22일: 월정 요금소 ~ 횡계 나들목 10.1km 구간 왕복 4차로 확장 개통[80][81]
- 2000년: 호법 분기점 ~ 여주 분기점 구간 왕복 6~8차로 확장 공사 착공
- 2000년 10월 12일: 2001년 12월까지 북수원 나들목 부가차로 설치 공사로 인해 경기도 용인시 기흥읍 신갈리 ~ 안산시 장하동 23.2km 구간 도로 구역 변경[82]
- 2001년 1월 7일: 중부지방 및 영동 동해안 지방 폭설로 월정 ~ 강릉 구간 불통 및 통행 금지, 대관령 부근에서 차량 1,000여 대 폭설에 고립.
- 2001년 5월 3일: 안산 분기점 ~ 신갈 분기점 23.84km 구간 왕복 6~8차로 확장 개통[83][84], 확장 개통으로 요금 수납 방식이 개방식에서 폐쇄식으로 변경되어 북수원, 동군포, 군포, 안산, 서안산 나들목에 요금소를 설치하고 통행료 징수 개시, 기존 부곡 요금소, 동수원 요금소 폐쇄[85]
- 2001년 5월 9일: 덕평휴게소 건설을 위해 경기도 이천시 마장면 각평리 ~ 호법면 단천리 1.7km 구간 도로 구역 변경[86]
- 2001년 7월 21일: 덕평휴게소 건설 사업 기간을 2008년 12월까지로 연기[87]

### 고속도로 노선 체계 재정비이후
- 2001년 8월 25일: 기존 서해안고속도로 서창 분기점 ~ 안산 분기점 구간과 신갈안산고속도로 전 구간을 편입하고 노선번호를 제4호에서 제50호로 변경.[88][89]
- 2001년 11월 28일 횡계 나들목 ~ 강릉 분기점 21.72km 구간 왕복 4차로 확장 개통, 월정 요금소 폐쇄 (기존 대관령 구간은 지방도 제456호선으로 새로 지정)[90][91]
- 2002년 12월 20일: 여주 분기점 개통
- 2003년 7월 23일: 서안산 나들목 접속부 입체화 및 요금소 설치 공사 기간을 2005년 12월로 연기[92]
- 2003년 일자 미상: 마성터널 착공
- 2003년 9월 5일: 호법 분기점 ~ 여주 분기점 구간 왕복 6, 8차로 확장 공사
- 2004년 4월 29일: 2004년까지 동수원 나들목 램프 차로 확장 공사로 인해 경기도 수원시 이의동 2.4km 구간 도로 구역 결정[93]
- 2004년 7월 27일: 이천 나들목 확장 공사 취소[94]
- 2005년 2월 1일: 2006년까지 안산 분기점 ~ 서서울 요금소 구간 차로 확장 공사로 인해 경기도 안산시 상록구 장하동 구간[95], 서안산 나들목 감속 차로 개량 공사로 인해 경기도 안산시 단원구 선부동 850m 구간[96], 군자 요금소 28차로 확장 공사로 인해 경기도 시흥시 거모동 ~ 군자동 630m 구간 도로 구역 변경[97]
- 2005년 6월 13일: 2006년 12월까지 동수원 나들목 ~ 북수원 나들목 구간 부가차로 설치 공사로 인해 경기도 수원시 장안구 파장동 ~ 하광교동 2.72km 구간 도로 구역 결정[98]
- 2006년 5월 26일: 횡성휴게소 (상행) 진입차로 확장 공사로 인해 강원도 횡성군 안흥면 소사리 800m 구간 도로 구역 변경[99]
- 2006년 7월 15일: 중부지방, 강원도 지역 집중 호우로 영동고속도로 노선 중 50여 곳 이상 침수 및 터널 입구 비탈면 토사 붕괴 낙석 산사태, 교량 붕괴, 노면 균열 파손 발생. 48시간 동안 원주 ~ 강릉 구간 폐쇄로 약 5천여 대 차량 진입 운행 중 고립됨.
- 2006년 9월 6일: 분기점 2개소(신갈, 호법)와 나들목 4개소(마성, 용인, 양지, 덕평) 개량 및 신갈 ~ 호법 구간 왕복 8~10차로 확장 공사로 인해 경기도 용인시 기흥구 신갈동 ~ 이천시 호법면 유산리 33.56km 구간 도로 구역 변경[100][101]
- 2007년 10월 31일: 신갈 분기점 ~ 호법 분기점 33.5km 구간 왕복 8, 10차로 확장 공사 착공[102]
- 2009년 10월 22일: 2012년까지 경기도 수원시 구간 강릉 방향 편도 4차로 확장 공사로 인해 경기도 수원시 장안구 파장동 ~ 영통구 이의동 4.5km 구간 도로 구역 변경[103]
- 2009년 12월 23일: 강천터널 329m 구간 왕복 5차로 확장 및 보수 공사[104]
- 2010년 2월 10일: 용인휴게소 ~ 양지 나들목 강릉 방향 4.5km 구간 왕복 5차로 확장 완료[105]
- 2010년 2월 23일: 2011년까지 강천터널 인천방향 편도 3차로 확장 공사 및 우회 도로 설치로 인해 경기도 여주군 강천면 강천리 700m 구간 도로 구역 변경[106]
- 2010년 7월 23일: 용인 나들목 ~ 용인휴게소 강릉 방향 2.8km 구간 왕복 5차로 확장 완료
- 2010년 9월 17일: 신갈 분기점 ~ 용인휴게소 인천 방향 12.7km 구간 왕복 5차로 확장 완료[107]
- 2010년 12월 28일: 도로명 주소에 서창 나들목부터 강릉 분기점까지 234.4km 구간을 영동고속도로로 고시[108]
- 2010년 12월 29일: 신갈 분기점 ~ 양지 나들목 18.5km 구간 왕복 6차로 확장 완료
- 2011년 1월 10일: 제3경인고속화도로 개통으로 월곶 나들목이 월곶 분기점으로 변경되면서 기존 나들목 진출입로 860m 구간 폐지[109]
- 2011년 일자 미상: 강릉 방향 여주휴게소가 여주맛있는휴게소로 명칭 변경
- 2011년 1월 24일: 2013년 12월까지 동군포 나들목 진·출입로 설치 공사로 인해 경기도 군포시 부곡동 1.654km 구간 도로 구역 변경[110]
- 2011년 4월 8일: 동수원 나들목 개량 공사로 인해 경기도 수원시 이의동 4.5km 구간 도로 구역 변경[111]
- 2011년 6월 7일: 양지 나들목 ~ 호법 분기점 강릉 방향 14.8km 구간 왕복 6차로 확장 완료[112]
- 2011년 7월 20일: 신갈 분기점 ~ 용인 나들목 18.5Km 구간 왕복 10차로 확장, 용인 나들목 ~ 양지 나들목 7.3km 구간 왕복 8차로 확장 완료[113]
- 2011년 7월 20일: 강천터널 인천 방향 329m 구간 왕복 5차로 확장 개통[114]
- 2011년 7월 24일: 양지 나들목 ~ 호법 분기점 인천 방향 14.8km 구간 왕복 6차로 확장 완료
- 2011년 8월 19일: 강천터널 강릉 방향 329m 구간 보수공사 개통[115]
- 2011년 11월: 마성터널 완공
- 2011년 12월 14일: 양지 나들목 ~ 호법 분기점 14.8km 구간 왕복 8차로 확장 완료[116]
- 2011년 12월 23일: 2012년까지 신갈 ~ 호법 구간 왕복 6 ~ 8차로 확장 공사를 위해 경기도 용인시 기흥구 신갈동 ~ 이천시 호법면 유산리 33.56km 구간 도로 구역 변경[117]
- 2012년 11월 7일: 2015년 6월까지 광교신도시 구간 터널형 방음 시설 설치 공사를 위해 경기도 수원시 영통구 이의동 ~ 용인시 수지구 상현동 2.6km 구간 도로 구역 변경[118]
- 2013년 3월 28일: 월곶 분기점 ~ 군자 분기점 3.3km 구간 왕복 10차로 확장 완료 및 군자 분기점 개통
- 2013년 12월 16일: 동군포 나들목 인천 방향 진입로와 강릉 방향 진출로 개통.[119]
- 2013년 12월 27일: 북수원 나들목 ~ 동수원 나들목 6.1km 구간 왕복 8차로 확장 완료
- 2014년 1월 20일: 2015년 12월까지 여주휴게소 (서창 방향) 확장 공사를 위해 경기도 여주시 가남면 본두리 구간 도로 구역 변경[120]
- 2014년 1월 21일: 덕평자연휴게소 내에 회차로 설치 (인천 기점 69.33km)[121]
- 2014년 9월 19일: 2014년 12월 31일까지 동군포 나들목 진출입로 설치 공사를 위해 경기도 군포시 부곡동 77m 구간 도로 구역 변경[122]
- 2015년 3월 27일: 국토교통부고시로 기점을 '인천광역시 남동구 만수동', 종점을 '강원도 강릉시 성산면 송암리'로 명시[123]
- 2015년 4월 21일: 2016년 12월까지 광교신도시 구간 방음 시설 설치 공사를 위해 경기도 수원시 영통구 이의동 1.85km 구간 도로 구역 변경[124]
- 2015년 7월 20일: 2016년까지 문막휴게소 (인천 방향) 확장 공사를 위해 강원도 원주시 문막읍 포진리 600m 구간 도로 구역 변경[125]
- 2016년 1월 1일: 장평 나들목이 평창 나들목으로 명칭 바꾸고, 횡계 나들목이 대관령 나들목으로 명칭 변경
- 2016년 3월 15일: G1 8 뉴스로 인해 2018년 평창 동계 올림픽에 대비에 여주 분기점 ~ 강릉 분기점 구간 시설 개량 공사 착공 및 양방향 개 차로씩 통제[126]
- 2016년 6월 30일: 원주 나들목 접속도로 개선 공사를 위해 강원도 원주시 태장동 구간 도로 구역 변경[127]
- 2016년 7월 20일: 2019년 12월 31일까지 안산휴게소 조성 공사를 위해 경기도 안산시 선부동, 화정동 5.629km 구간 도로 구역 변경[128]
- 2016년 11월 11일: 원주 분기점 개통
- 2016년 12월 21일: 동둔내 나들목 개통[129]
- 2016년 12월: 광교터널 ~ 신갈 분기점 구간 광교신도시 방음벽 설치 공사 완료
- 2017년 12월: 대관령 나들목 요금소에 다차로 하이패스 시스템 도입[130]
- 2017년 12월 22일: 여주 분기점 ~ 강릉 분기점 구간 시설 개량 공사 완료[131]
- 2019년 2월 19일: 2019년 6월 30일까지 장수천3교 방음시설전용교량 신설을 위해 인천광역시 남동구 서창동 138m 구간 도로 구역 변경[132]
- 2019년 9월 25일: 2019년 12월 31일까지 이천 졸음쉼터 강릉 방향 시설 개량을 위해 경기도 이천시 고담동 620m 구간 도로 구역 변경[133]
- 2019년 11월 22일: 안산휴게소 신설 공사로 인해 경기도 안산시 단윈구 선부동 55m 구간 도로 구역 변경
- 2020년 9월 16일: 2025년 8월까지 동이천 나들목 설치 공사를 위해 경기도 여주시 가남읍 상활리, 이천시 부발읍 송온리 2.7km 구간 도로 구역 변경[134]
- 2022년 3월 21일: 서용인 분기점 개통
- 2025년 1월 1일: 용인 분기점 개통

## 구성
차로수

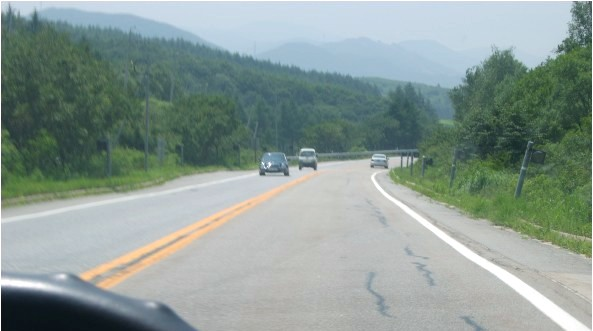
영동고속도로 옛구간.

- 여주 나들목 ~ 강릉 분기점: 왕복 4차로+양방향 가변차로
- 서창 분기점 ~ 월곶 분기점, 군자 분기점 ~ 안산 나들목, 안산 분기점 ~ 북수원 나들목, 여주 분기점 ~ 여주 나들목: 왕복 6차로
- 안산 나들목 ~ 안산 분기점, 북수원 나들목 ~ 신갈 분기점, 용인 나들목 ~ 여주 분기점: 왕복 8차로
- 월곶 분기점 ~ 군자 분기점, 신갈 분기점 ~ 용인 나들목: 왕복 10차로

총 연장
- 234.4km

제한속도
- 전 구간 최고 100km/h, 최저 50km/h (단, 강원특별자치도 일부 구간은 80km/h이나, 횡성휴게소에서 새말 나들목 5km 전까지 5km 구간은 인천 방향만 80km/h로 제한)

### 터널
| 터널 이름         | 소재지                                | 길이   | 준공 년도 | 비고 |
| ----------------- | ------------------------------------- | ------ | --------- | ---- |
| 반월터널(인천)    | 경기도 안산시 상록구 부곡동           | 760m   | 2001년    |      |
| 반월터널(강릉1)   | 경기도 안산시 상록구 부곡동           | 358m   | 1991년    |      |
| 반월터널(강릉2)   | 경기도 안산시 상록구 부곡동           | 286m   | 1991년    |      |
| 광교터널(인천1)   | 경기도 수원시 장안구 하광교동         | 495m   | 1991년    |      |
| 광교터널(인천2)   | 경기도 수원시 장안구 하광교동         | 502m   | 1991년    |      |
| 광교터널(강릉3)   | 경기도 수원시 장안구 하광교동         | 522m   | 2001년    |      |
| 광교터널(강릉4)   | 경기도 수원시 장안구 하광교동         | 499m   | 2013년    |      |
| 마성터널(인천2)   | 경기도 용인시 기흥구 동백동           | 1,540m | 2011년    |      |
| 마성터널(강릉2)   | 경기도 용인시 기흥구 동백동           | 1,490m | 2011년    |      |
| 마성터널(인천1)   | 경기도 용인시 기흥구 동백동           | 1,470m | 1994년    |      |
| 마성터널(강릉1)   | 경기도 용인시 기흥구 동백동           | 1,450m | 1994년    |      |
| 양지1터널(인천1)  | 경기도 용인시 처인구 양지면 주북리    | 660m   | 1994년    |      |
| 양지1터널(인천2)  | 경기도 용인시 처인구 양지면 주북리    | 642m   | 1994년    |      |
| 양지터널(강릉)    | 경기도 용인시 처인구 양지면 주북리    | 730m   | 2011년    |      |
| 강천터널(인천)    | 경기도 여주시 강천면 강천리           | 329m   | 2011년    |      |
| 강천터널(강릉)    | 경기도 여주시 강천면 강천리           | 329m   | 1994년    |      |
| 둔내터널          | 강원특별자치도 횡성군 둔내면 삽교리   | 3,300m | 1999년    |      |
| 봉평터널(인천)    | 강원특별자치도 평창군 용평면 백옥포리 | 1,420m | 1999년    |      |
| 봉평터널(강릉)    | 강원특별자치도 평창군 용평면 백옥포리 | 1,445m | 1999년    |      |
| 진부1터널(인천)   | 강원특별자치도 평창군 진부면 하진부리 | 2,095m | 1999년    |      |
| 진부1터널(강릉)   | 강원특별자치도 평창군 진부면 하진부리 | 2,075m | 1999년    |      |
| 진부2터널(인천)   | 강원특별자치도 평창군 진부면 하진부리 | 185m   | 1999년    |      |
| 진부2터널(강릉)   | 강원특별자치도 평창군 진부면 하진부리 | 203m   | 1999년    |      |
| 진부3터널(인천)   | 강원특별자치도 평창군 진부면 상진부리 | 604m   | 1999년    |      |
| 진부3터널(강릉)   | 강원특별자치도 평창군 진부면 상진부리 | 599m   | 1999년    |      |
| 대관령1터널(인천) | 강원특별자치도 평창군 대관령면 횡계리 | 1,830m | 2001년    |      |
| 대관령1터널(강릉) | 강원특별자치도 평창군 대관령면 횡계리 | 1,800m | 2001년    |      |
| 대관령2터널       | 강원특별자치도 강릉시 왕산면 왕산리   | 55m    | 2001년    |      |
| 대관령3터널       | 강원특별자치도 강릉시 왕산면 왕산리   | 60m    | 2001년    |      |
| 대관령4터널(인천) | 강원특별자치도 강릉시 왕산면 왕산리   | 705m   | 2001년    |      |
| 대관령4터널(강릉) | 강원특별자치도 강릉시 왕산면 왕산리   | 668m   | 2001년    |      |
| 대관령5터널(인천) | 강원특별자치도 강릉시 왕산면 왕산리   | 1,209m | 2001년    |      |
| 대관령5터널(강릉) | 강원특별자치도 강릉시 왕산면 왕산리   | 1,179m | 2001년    |      |
| 대관령6터널(인천) | 강원특별자치도 강릉시 성산면 어흘리   | 234m   | 2001년    |      |
| 대관령6터널(강릉) | 강원특별자치도 강릉시 성산면 어흘리   | 202m   | 2001년    |      |
| 대관령7터널       | 강원특별자치도 강릉시 성산면 어흘리   | 120m   | 2001년    |      |

## 나들목 · 분기점
- 여기서 숫자는 진출입교차점 (IC 및 JC) 번호를 말하고, TG는 요금소(Tollgate), SA는 휴게소(Service Area)를 뜻한다.
- 거리의 단위는 km이다.

| 번호          | 이름                        | 로마자 이름                 | 구간 거리     | 누적 거리     | 접속 노선 | 소재지         | 소재지        | 비고                                                                                                  |
| 무네미로 직결 | 무네미로 직결               | 무네미로 직결               | 무네미로 직결 | 무네미로 직결 | 무네미로 직결 | 무네미로 직결  | 무네미로 직결 | 무네미로 직결                                                                                         |
| ------------- | --------------------------- | --------------------------- | ------------- | ------------- | --- | -------------- | ------------- | --- |
|               | 인천기점                    |                             | -             | 0.00          | 무네미로 | 인천광역시     | 남동구        | 인천방향 직진 시 수도권제1순환고속도로 장수 나들목 간접 연결                                          |
| 1             | 서창 분기점                 | Seochang JC                 | 0.51          | 0.51          | 110호선 제2경인고속도로 | 인천광역시     | 남동구        | |
| 2             | 월곶 분기점                 | Wolgot JC                   | 5.49          | 6.00          | 지방도 제330호선 (제3경인고속화도로)                                                                                            | 경기도         | 시흥시        | 구 월곶 나들목                                                                                        |
| 3             | 군자 분기점                 | Gunja JC                    | 3.21          | 9.21          | 153호선 평택시흥고속도로 | 경기도         | 시흥시        | 인천방향의 경우 평택시흥고속도로(평택방향) 진출 불가능                                                |
| TG            | 군자 요금소                 | Gunja TG                    |               |               | | 경기도         | 시흥시        | 본선요금소                                                                                            |
| 4             | 서안산                      | W.Ansan                     | 3.33          | 12.54         | 군자로·성곡로 (국도 제39호선 (시흥대로·산단로))                                                                                 | 경기도         | 안산시        | |
| SA            | 안산휴게소                  | Ansan Service Area SA       |               |               | | 경기도         | 안산시        | 양방향                                                                                                |
| 5             | 안산                        | Ansan                       | 3.33          | 15.87         | 가루개로 (순환로) | 경기도         | 안산시        | |
| 6             | 안산 분기점                 | Ansan JC                    | 2.08          | 17.95         | 15호선 서해안고속도로 | 경기도         | 안산시        | 인천방향의 경우 서해안고속도로(무안방향) 진출 불가능 서울방향 진출 시 수도권제1순환고속도로 간접 연결 |
| 7             | 둔대 분기점                 | Dundae JC                   | 4.76          | 22.71         | 15호선 서해안고속도로 | 경기도         | 군포시        | 팔곡 분기점과 연계 강릉방향의 경우 서해안고속도로(무안방향) 진출 불가능                               |
| 8             | 군포                        | Gunpo                       | 1.71          | 24.42         | 국도 제47호선 (군포로) | 경기도         | 군포시        | 구 반월 나들목                                                                                        |
| 9             | 동군포                      | E.Gunpo                     | 1.59          | 26.01         | 번영로 (국도 제47호선 (군포로)) (17호선 평택파주고속도로)                                                                       | 경기도         | 군포시        | 구 부곡 요금소 부지                                                                                   |
| 10            | 부곡                        | Bugok                       | 1.95          | 27.96         | 덕영대로 (오봉로) | 경기도         | 의왕시        | |
| 11            | 북수원                      | N.Suwon                     | 2.84          | 30.80         | 국도 제1호선 (경수대로) (지방도 제309호선 (봉담과천도시고속화도로))                                                             | 경기도         | 수원시        | |
| 12            | 동수원                      | E.Suwon                     | 6.09          | 36.89         | 국도 제43호선 (창룡대로) (171호선 용인서울고속도로)                                                                             | 경기도         | 수원시        | |
| 13            | 신갈 분기점                 | Singal JC                   | 4.90          | 41.79         | 1호선 경부고속도로 | 경기도         | 용인시        | |
| 14            | 마성                        | Maseong                     | 6.62          | 48.41         | 마성로 지방도 제321호선 (성산로)                                                                                                | 경기도         | 용인시        | |
| 15            | 서용인 분기점               | W.Yongin Junction           | 1.93          | 50.34         | 400호선 수도권제2순환고속도로                                                                                                   | 경기도         | 용인시        | |
| 17            | 용인                        | Yongin                      | 2.17          | 52.51         | 국도 제45호선 (백옥대로) | 경기도         | 용인시        | |
| SA            | 용인휴게소                  | Yongin SA                   |               |               | | 경기도         | 용인시        | 양방향                                                                                                |
| 18            | 용인 분기점                 | Yongin JC                   |               |               | 29호선 세종포천고속도로 | 경기도         | 용인시        | |
| 19            | 양지                        | Yangji                      | 7.96          | 60.47         | 국도 제17호선 (죽양대로) 국도 제42호선 (중부대로)                                                                               | 경기도         | 용인시        | |
| 20            | 덕평                        | Deokpyeong                  | 7.10          | 67.57         | 지방도 제325호선 (덕평로) (국도 제42호선 (중부대로))                                                                            | 경기도         | 이천시        | |
| SA            | 덕평자연휴게소              | Deokpyeong-Jayeon           |               |               | | 경기도         | 이천시        | 양방향 통합형, 회차 가능                                                                              |
| 21            | 호법 분기점                 | Hobeop JC                   | 5.65          | 73.22         | 35호선 중부고속도로 | 경기도         | 이천시        | |
| 22            | 이천                        | Icheon                      | 6.41          | 79.63         | 국도 제3호선 (경충대로) | 경기도         | 이천시        | |
| SA            | 여주휴게소 여주맛있는휴게소 | Yeoju SA Yeoju Delicious SA |               |               | | 경기도         | 여주시        | 양방향                                                                                                |
| 23            | 여주 분기점                 | Yeoju JC                    | 8.66          | 88.29         | 45호선 중부내륙고속도로 | 경기도         | 여주시        | |
| 24            | 여주                        | Yeoju                       | 6.18          | 94.47         | 국도 제37호선 (세종로·장여로)                                                                                                   | 경기도         | 여주시        | |
| SA            | 문막휴게소                  | Munmak SA                   |               |               | | 강원특별자치도 | 원주시        | 인천방향                                                                                              |
| 25            | 문막                        | Munmak                      | 19.98         | 114.45        | 국가지원지방도 제49호선 (원문로) 국도 제42호선 (여원로)                                                                         | 강원특별자치도 | 원주시        | |
| SA            | 문막휴게소                  | Munmak SA                   |               |               | | 강원특별자치도 | 원주시        | 강릉방향                                                                                              |
| 26            | 만종 분기점                 | Manjong JC                  | 9.14          | 123.59        | 55호선 중앙고속도로 | 강원특별자치도 | 원주시        | |
| 27            | 원주 분기점                 | Wonju JC                    | 3.90          | 127.49        | 52호선 광주원주고속도로 | 강원특별자치도 | 원주시        | 강릉방향의 경우 광주원주고속도로(광주방향) 진출 불가능                                                |
| 28            | 원주                        | Wonju                       | 2.71          | 130.20        | 국도 제5호선 (북원로·원주시 국도대체우회도로) 국도 제19호선 (북원로·원주시 국도대체우회도로)                                    | 강원특별자치도 | 원주시        | |
| 29            | 새말                        | Saemal                      | 12.73         | 142.93        | 지방도 제442호선 (한우로) (국도 제42호선 (서동로))                                                                              | 강원특별자치도 | 횡성군        | |
| SA            | 횡성휴게소                  | Hoengseong SA               |               |               | | 강원특별자치도 | 횡성군        | 양방향                                                                                                |
| 30            | 둔내                        | Dunnae                      | 17.08         | 160.01        | 국도 제6호선 (경강로) 지방도 제411호선 (강변로) 지방도 제420호선 (경강로·고원로)                                                | 강원특별자치도 | 횡성군        | |
| 30-1          | 동둔내                      | E.Dunnae                    | 7.29          | 167.30        | 청태산로 | 강원특별자치도 | 횡성군        | 하이패스 전용 나들목 인천방향 진출만 가능                                                             |
| 31            | 면온                        | Myeonon                     | 9.71          | 177.01        | 지방도 제408호선 (태기로) | 강원특별자치도 | 평창군        | |
| 32            | 평창                        | Pyeongchang                 | 5.68          | 182.69        | 국도 제6호선 (경강로) 지방도 제408호선 (태기로) (국도 제31호선 (평창대로·경강로)) (지방도 제424호선 (경강로·금당계곡로·태기로)) | 강원특별자치도 | 평창군        | 구 장평 나들목                                                                                        |
| SA            | 평창휴게소                  | Pyeongchang SA              |               |               | | 강원특별자치도 | 평창군        | 양방향                                                                                                |
| 33            | 속사                        | Soksa                       | 9.16          | 191.85        | 국도 제6호선 (경강로) 국도 제31호선 (경강로)                                                                                    | 강원특별자치도 | 평창군        | |
| 35            | 진부                        | Jinbu                       | 7.15          | 199.00        | 진부로 진부중앙로 국도 제6호선 (경강로) 국도 제59호선 (경강로)                                                                  | 강원특별자치도 | 평창군        | |
| 36            | 대관령                      | Daegwallyeong               | 12.84         | 211.84        | 지방도 제456호선 (경강로) | 강원특별자치도 | 평창군        | 구 횡계 나들목                                                                                        |
| SA            | 강릉대관령휴게소            | Gangneung Daegwallyeong SA  |               |               | | 강원특별자치도 | 강릉시        | 양방향                                                                                                |
| 37            | 강릉 분기점                 | Gangneung JC                | 22.56         | 234.40        | 65호선 동해고속도로 | 강원특별자치도 | 강릉시        | |

## 주요 통과지
인천광역시
- 남동구 (만수동 - 서창동 - 도림동 - 논현동)

경기도
- 시흥시 (월곶동 - 거모동 - 군자동) - 안산시 단원구 (선부동 - 화정동) - 안산시 상록구 (양상동 - 부곡동) - 군포시 (둔대동 - 대야미동 - 부곡동) - 의왕시 (이동 - 삼동) - 수원시 장안구 (이목동 - 파장동 - 송죽동 - 조원동 - 하광교동) - 영통구 이의동 - 용인시 수지구 상현동 - 수원시 영통구 하동 - 용인시 기흥구 (신갈동 - 마북동 - 언남동 - 청덕동 - 동백동) - 처인구 (포곡읍 - 유방동 - 양지면) - 이천시 (마장면 - 호법면 - 단월동 - 고담동 - 대월면 - 부발읍) - 여주시 (가남읍 - 상거동 - 점봉동 - 멱곡동 - 연양동 - 강천면)

강원특별자치도
- 원주시 (부론면 - 문막읍 - 지정면 - 호저면 - 지정면 - 호저면 - 우산동 - 가현동 - 태장동 - 소초면) - 횡성군 (우천면 - 안흥면 - 둔내면) - 평창군 (봉평면 - 용평면 - 진부면 - 대관령면) - 강릉시 (왕산면 - 성산면 - 사천면 - 성산면)

## 구간별 특징

### 안산 분기점~신갈 분기점구간
- 신갈안산고속도로 (현. 안산 분기점 ~ 신갈 분기점) 1986년 계획 당시 건설하려고 했던 나들목이다.[140][141]
  - 반월 분기점 (지금의 안산 분기점)
  - 대야미 나들목 (지금의 군포 나들목)
  - 부곡 나들목
  - 파장 나들목 (지금의 북수원 나들목)
  - 수지 나들목 (지금의 동수원 나들목)
  - 신갈 분기점
- 신갈안산고속도로 (현. 안산 분기점 ~ 신갈 분기점) 개통 후 나들목이다.
  - 안산 분기점
  - 반월 나들목 (지금의 군포 나들목)
  - 부곡 요금소 (본선, 지금의 동군포 나들목 및 동군포 요금소, 본선 요금소는 폐쇄)
  - 부곡 나들목
  - 북수원 나들목
  - 동수원 나들목
  - 동수원 요금소 (본선, 본선 요금소는 폐쇄)
  - 신갈 분기점

### 마성 나들목구간
경기도 통과 구간이 확장공사를 끝낸 후로도 마성 나들목은 이설되지 않고, 구도로는 현재 진입로로 활용 중이다. 단, 구도로에는 중앙분리대가 없는 대신 중앙분리봉이 설치되어 있다.

### 원주 나들목~새말 나들목구간
1997년에 12월 20일에 원주 나들목 ~ 새말 나들목 구간이 왕복 4차로로 확장되었음에도 새말 나들목 ~ 월정 요금소 구간이 왕복 4차로로 확장된 1999년 7월 15일까지는 확장되기 이전처럼 본선에 새말 요금소(현재 소초 쉼터 부지)라는 본선 요금소가 존재하였다.

### 새말 나들목~강릉 분기점구간
1999년까지 새말 나들목 ~ 대관령 구간은 입체교차로가 없었으며, 2001년까지는 대관령고개 ~ 강릉시 구간은 과거 국도 제6호선 국도 제35호선 지방도 제456호선
구간을 그대로 전용하였다.
아래 교차로는 1999년 도로현황조서 기준이다. 1999년 이전에 폐쇄된 교차로는 1997년 도로현황조서를 기준으로 작성하였다.
| 이름                | 로마자 이름                    | 구간 거리 | 누적 거리 | 접속 노선                      | 소재지         | 소재지 | 비고                                                         |
| ------------------- | ------------------------------ | --------- | --------- | ------------------------------ | -------------- | ------ | ------------------------------------------------------------ |
| 새말                | Saemal                         | 10.00     | 100.14    | 국도 제42호선 지방도 제442호선 | 강원특별자치도 | 횡성군 |                                                              |
| 횡성휴게소          | Hoengseong SA                  |           |           |                                | 강원특별자치도 | 횡성군 | 구 소사휴게소                                                |
| 소사                | Sosa                           | 11.60     | 112.00    | 봉화로                         | 강원특별자치도 | 횡성군 | 평면 교차로                                                  |
| 현천                | Hyeoncheon                     | 2.50      | 114.50    | 덕송로                         | 강원특별자치도 | 횡성군 | 평면 교차로 1997년 폐쇄                                      |
| 둔내                | Dunnae                         | 3.09      | 117.59    | 국도 제6호선                   | 강원특별자치도 | 횡성군 | 평면 교차로                                                  |
| 우용                | Uyong                          | 2.71      | 120.30    | 고원남로                       | 강원특별자치도 | 횡성군 | 평면 교차로 1997년 폐쇄                                      |
| 둔내 요금소         | Dunnae TG                      |           |           |                                | 강원특별자치도 | 횡성군 | 개방식 본선요금소                                            |
| 삽교                | Sapgyo                         | 6.30      | 126.60    | 청태산로                       | 강원특별자치도 | 횡성군 | 평면 교차로 1997년 폐쇄                                      |
| 둔내소풍휴게소      | Dunnae SA                      |           |           |                                | 강원특별자치도 | 횡성군 | 안산방향                                                     |
| 태기산소풍휴게소    | Taegisan SA                    |           |           |                                | 강원특별자치도 | 평창군 | 강릉방향                                                     |
| 면온                | Myeonon                        | 8.70      | 135.30    | 진조길                         | 강원특별자치도 | 평창군 | 평면 교차로                                                  |
| 길음                | Gireum                         | 1.50      | 136.80    | 지방도 제408호선               | 강원특별자치도 | 평창군 | 평면 교차로 지금의 면온 나들목 위치                          |
| 장평                | Jangpyeong                     | 5.96      | 142.76    | 국도 제6호선                   | 강원특별자치도 | 평창군 | 평면 교차로 지금의 평창 나들목 위치                          |
| 장평휴게소          | Jangpyeong SA                  |           |           |                                | 강원특별자치도 | 평창군 | 강릉방향 임시 휴게소                                         |
| 용전                | Yongjeon                       | 2.84      | 145.60    | 국도 제6호선 국도 제31호선     | 강원특별자치도 | 평창군 | 평면 교차로 1997년 폐쇄                                      |
| 이목정              | Imokjeong                      | 5.50      | 151.10    | 국도 제6호선 국도 제31호선     | 강원특별자치도 | 평창군 | 평면 교차로 사거리 형태                                      |
| 속사                | Soksa                          | 1.90      | 153.00    | 국도 제6호선 국도 제31호선     | 강원특별자치도 | 평창군 | 평면 교차로 지금의 속사 나들목 위치                          |
| 하진부              | Hajinbu                        | 6.30      | 159.30    | 국도 제6호선                   | 강원특별자치도 | 평창군 | 평면 교차로                                                  |
| 상진부              | Sangjinbu                      | 2.80      | 162.10    | 국도 제6호선                   | 강원특별자치도 | 평창군 | 평면 교차로 지금의 진부 나들목 위치                          |
| 월정 요금소         | Woljeong TG                    |           |           |                                | 강원특별자치도 | 평창군 | 폐쇄식 본선요금소 1999년 7월 15일 신설 2001년 11월 28일 폐쇄 |
| 유천                | Yucheon                        | 7.10      | 169.20    | 지방도 제456호선               | 강원특별자치도 | 평창군 | 평면 교차로                                                  |
| 싸리재              | Ssarijae                       | 3.10      | 172.30    | 지방도 제456호선               | 강원특별자치도 | 평창군 | 평면 교차로                                                  |
| 횡계                | Hoenggye                       | 3.30      | 175.60    | 지방도 제456호선               | 강원특별자치도 | 평창군 | 평면 교차로                                                  |
| 대관령 대관령휴게소 | Daegwallyeong Daegwallyeong SA | 5.23      | 180.83    | 지방도 제456호선               | 강원특별자치도 | 평창군 | 현재 대관령마을휴게소와 신재생에너지전시관                   |
| 구산휴게소          | Gusan SA                       |           |           |                                | 강원특별자치도 | 강릉시 | 안산방향                                                     |
| 구산                | Gusan                          | 13.67     | 194.50    | 국도 제35호선                  | 강원특별자치도 | 강릉시 | 평면 교차로                                                  |
| 성산                | Seongsan                       | 1.00      | 195.50    | 국도 제35호선                  | 강원특별자치도 | 강릉시 | 평면 교차로 국도 제35호선과 중복                             |
| 금산                | Geumsan                        | 2.0       | 197.50    |                                | 강원특별자치도 | 강릉시 | 평면 교차로 국도 제35호선과 중복                             |
| 홍제                | Hongje                         | 3.32      | 200.82    | 국도 제35호선                  | 강원특별자치도 | 강릉시 | 평면 교차로 국도 제35호선과 중복                             |
| 강릉                | Gangneung                      | 0.18      | 201.00    | 동해고속도로 동해대로          | 강원특별자치도 | 강릉시 |                                                              |

#### 대관령 구간 확장
영동고속도로는 초기 개통시부터 2차선 고속도로여서, 동서 대동맥인 영동고속도로의 확장론이 대두되었다. 그 이유는 서울 - 강릉간은 평소에는 3시간 30분 ~ 4시간이면 충분하지만 관광철이면 10 ~ 15시간씩 걸리고 심할때는 20시간까지도 소요되었기 때문이다. 추가로 경제 발전에 따라 초기 예상 최대 통행량의 5배를 초과하였고, 고랭지 농업과 시멘트 산업 등이 발전하면서 화물차 통행이 늘었기 때문이다. 게다가 폭설이 있을 경우에는 길도 막히기도 하였다. 그러자 정부는 강릉시 성산면에서 평창군 도암면을 잇는 11.2km에 왕복 4차선 터널을 건설키로 하고 오는 1996년까지 타당성 조사를 마친뒤 모두 4천 84억원을 들여 1997년 착공, 2004년 개통 목표로 사업을 검토하게 되었다..
그렇게 공사가 시작된 이후, 영동고속도로 대관령 공사가 2001년에 조기 개통시키겠다는 발표가 나왔고, 마침내 2001년 11월 28일에 영동고속도로 대관령 확장 구간이 개통하게 되었다. 영동고속도로 대관령 확장 구간이 개통하게 되자, 대관령 휴게소는 당해 11월에 폐쇄하게 되었다. 한편, 대관령 구간의 개통으로 소통이 빨라질 것이라 예상했으나, 톨게이트 진출입로가 편도 1차선이고 요금정산소가 3곳밖에 되지 않아 정체를 빚어 통과하는데 1시간 이상 걸렸던 적도 있었다.

## 과속 단속 구간
- 둔내터널 하행선구간 {둔내터널 ~ 면온나들목 직전부근} (강릉 방향 7.4km)[147] (2007년 12월 26일부터 시행)
- 봉평터널, 둔내터널 상행선구간{평창나들목 직후부근 ~ 둔내나들목 직전부근} (인천 방향 19.5km)[148][149] (2009년 10월 16일부터 시행, 2017년 4월 17일 연장)
- 대관령 하행선구간 {대관령 1터널 ~ 성산2교 입구} (강릉 방향 10.8km) (2011년 12월 7일부터 시행)
- 덕평 나들목 ~ 양지 나들목 ~ 용인 휴게소: 인천방향 9.3km
- 용인 나들목 ~ 서용인 분기점 ~ 신갈 분기점: 인천방향 8.3km
- 횡성휴게소 직후부근 ~ 새말 나들목 직전부근: 인천방향 6.7km(최고제한속도 80km/h)

## 사진

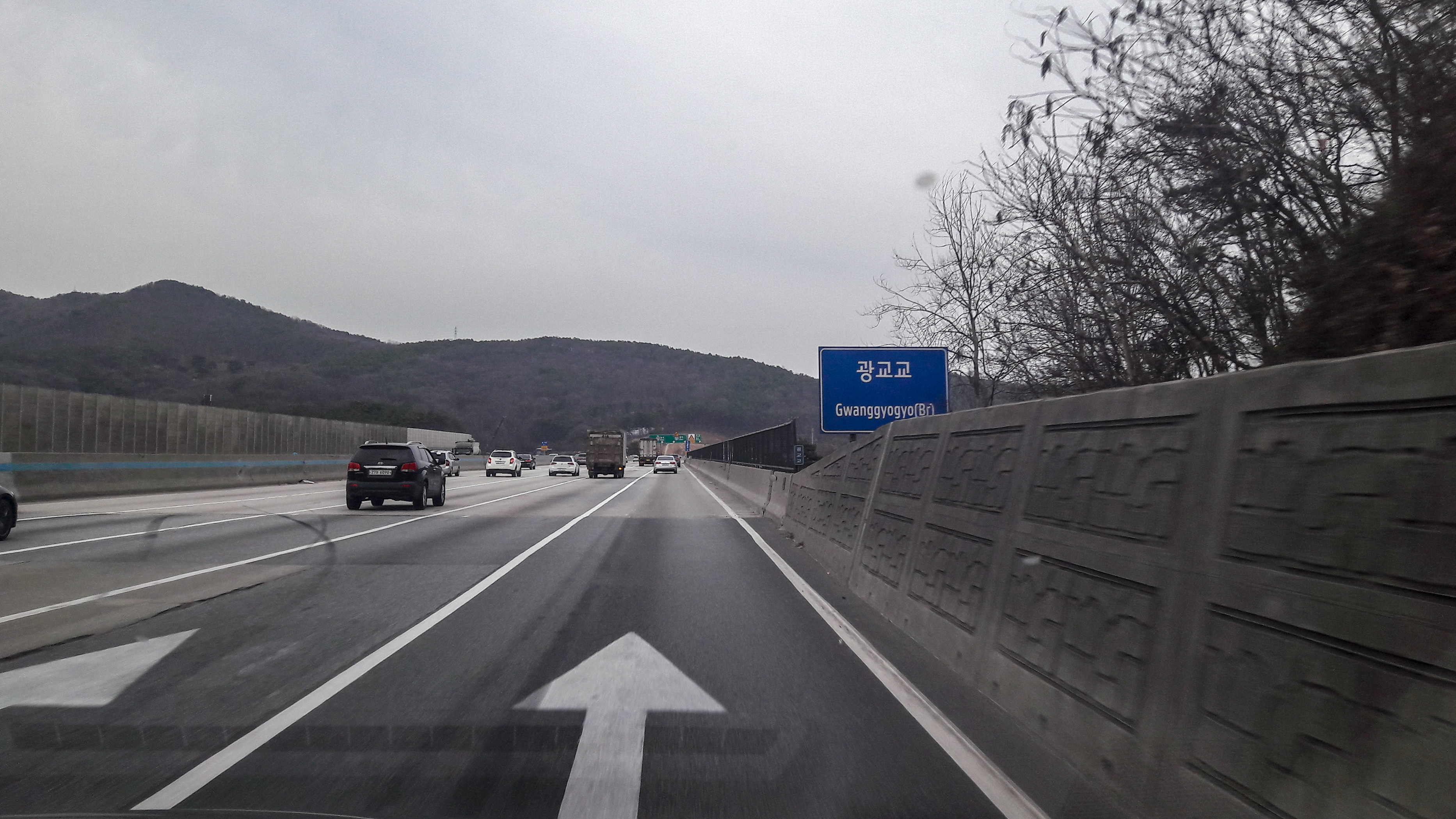
광교교 표지판(하행)
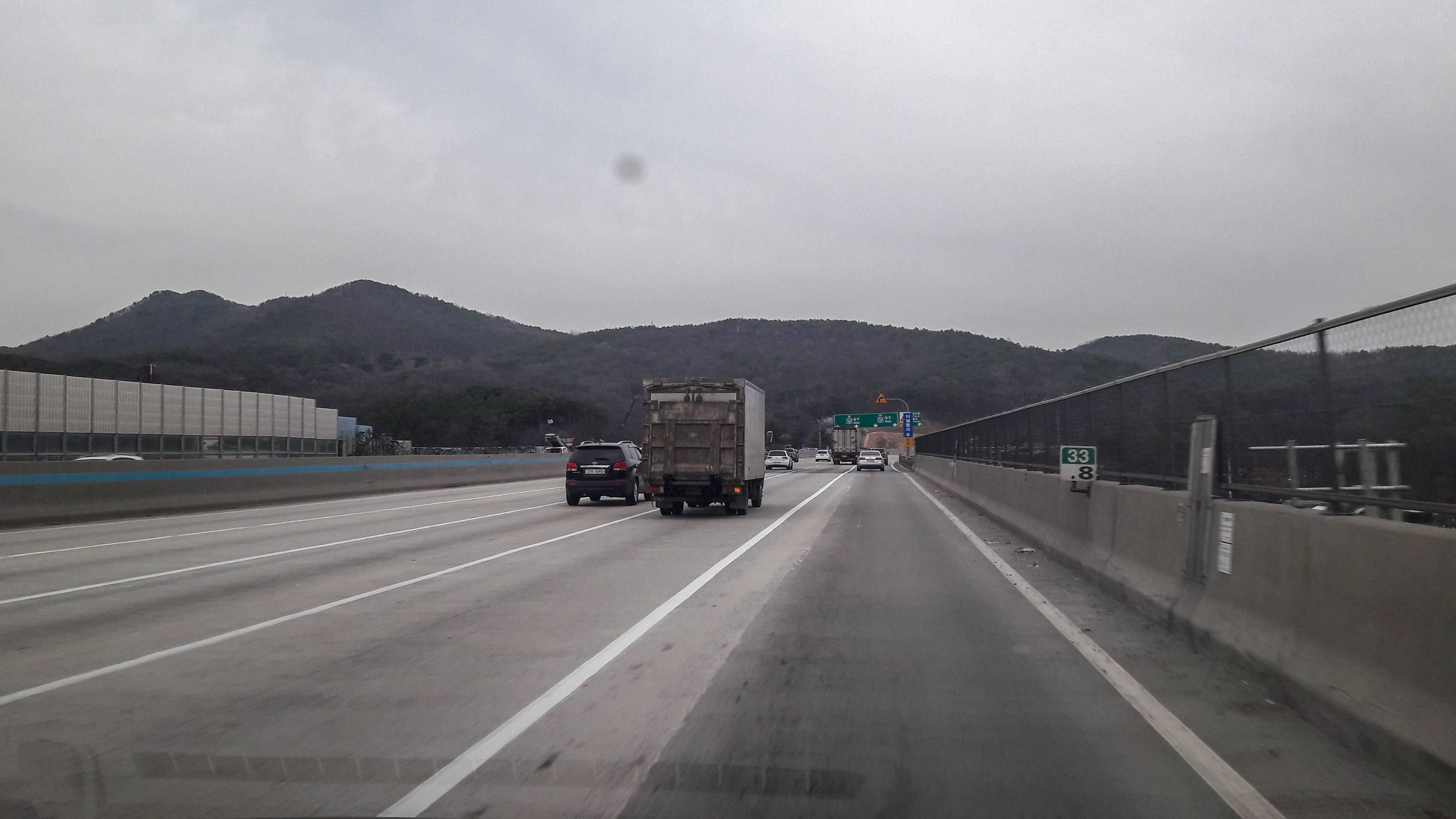
광교교(하행)
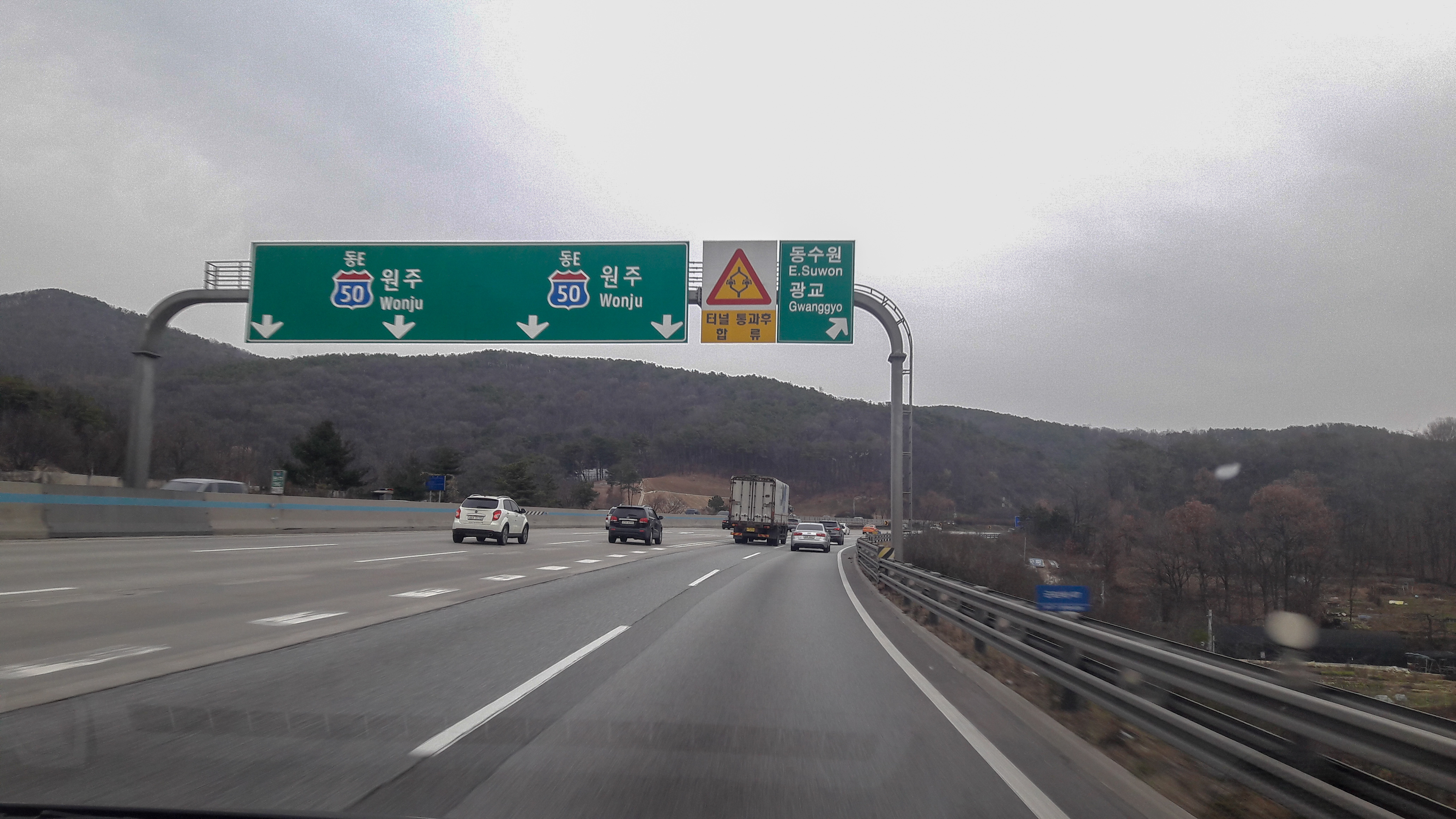
광교터널 분기 안내 표지판(하행)
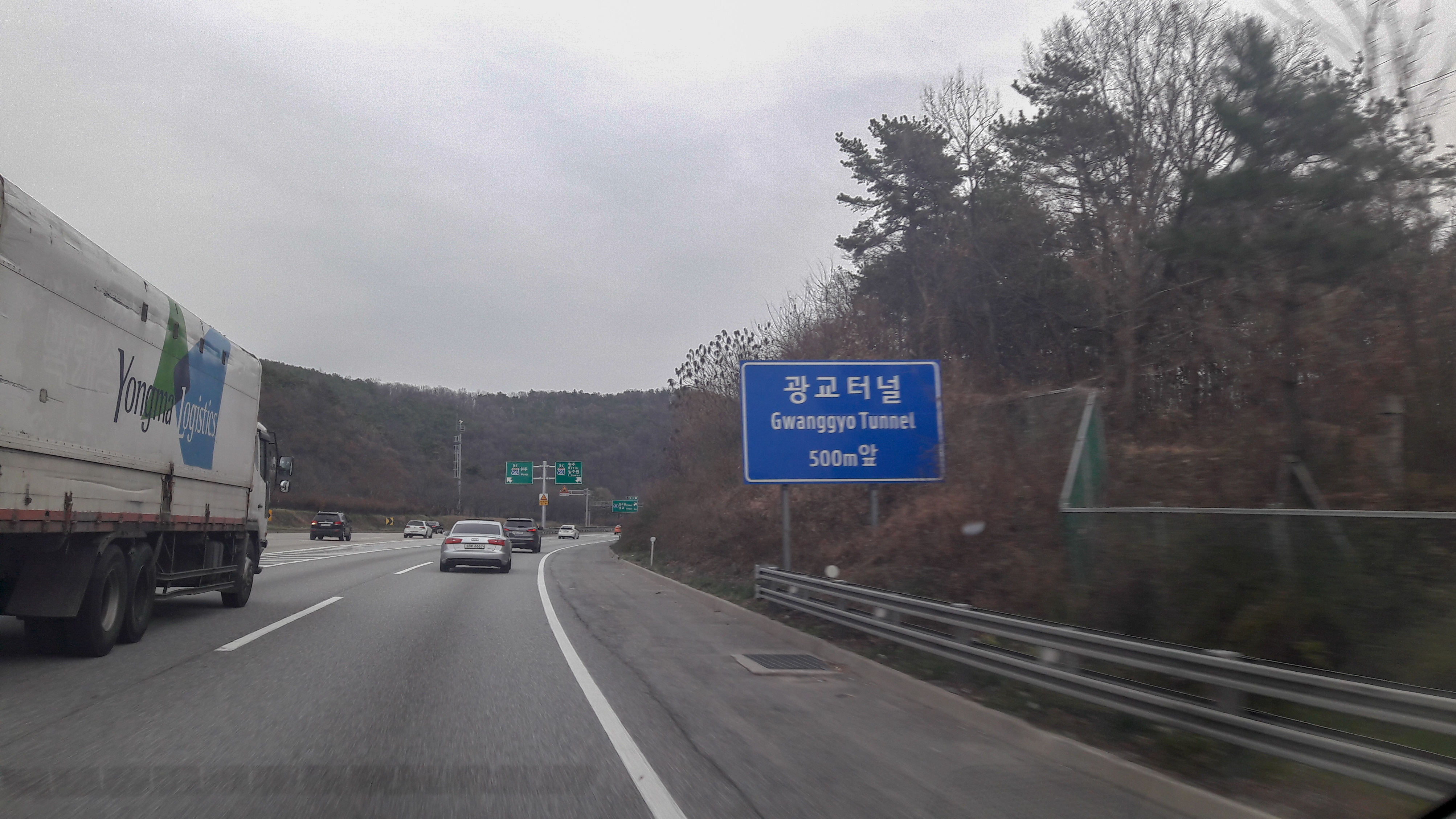
광교터널 500m 표지판(하행)
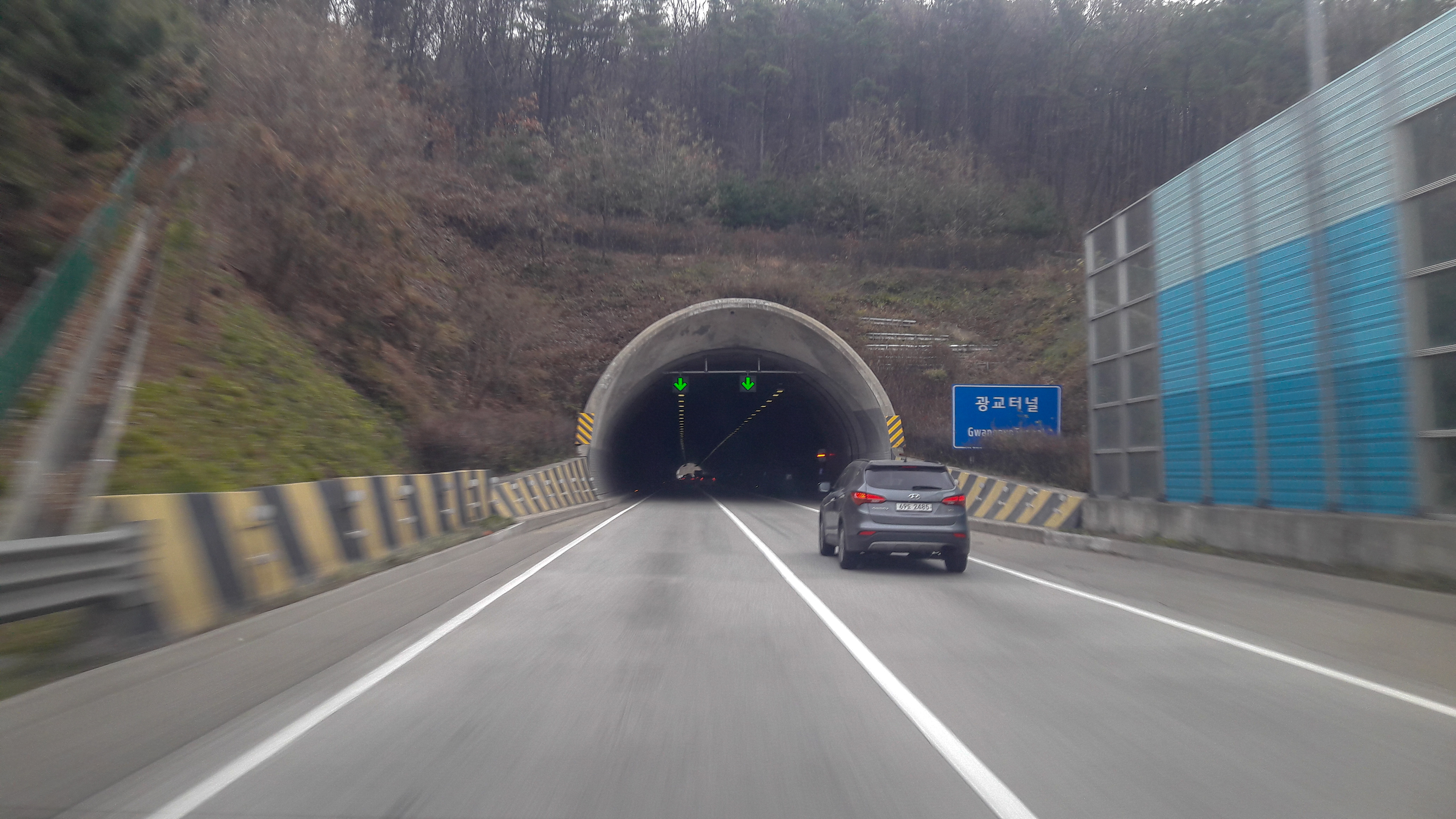
광교터널2 입구(하행)
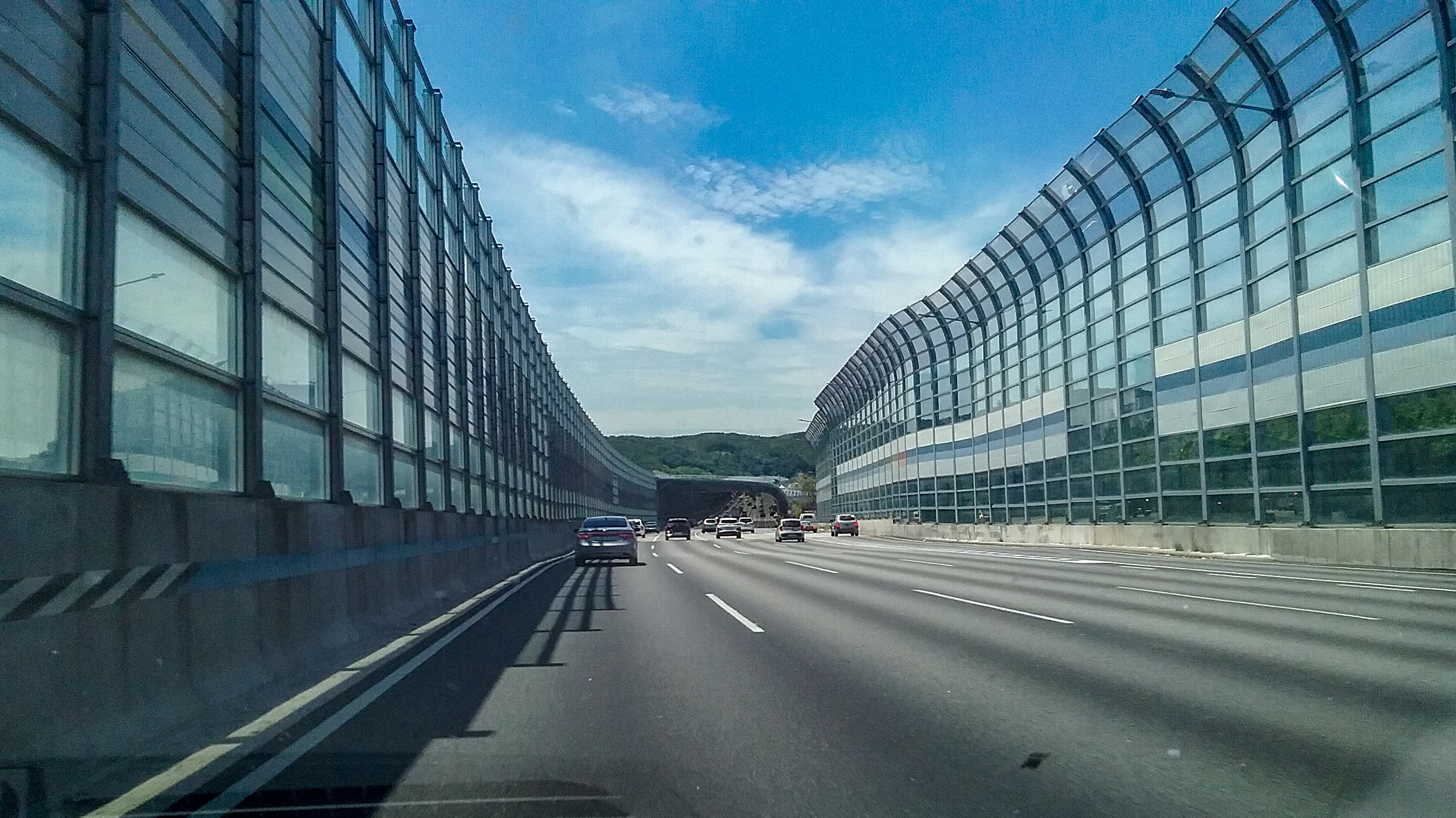
광교방음터널(상행)
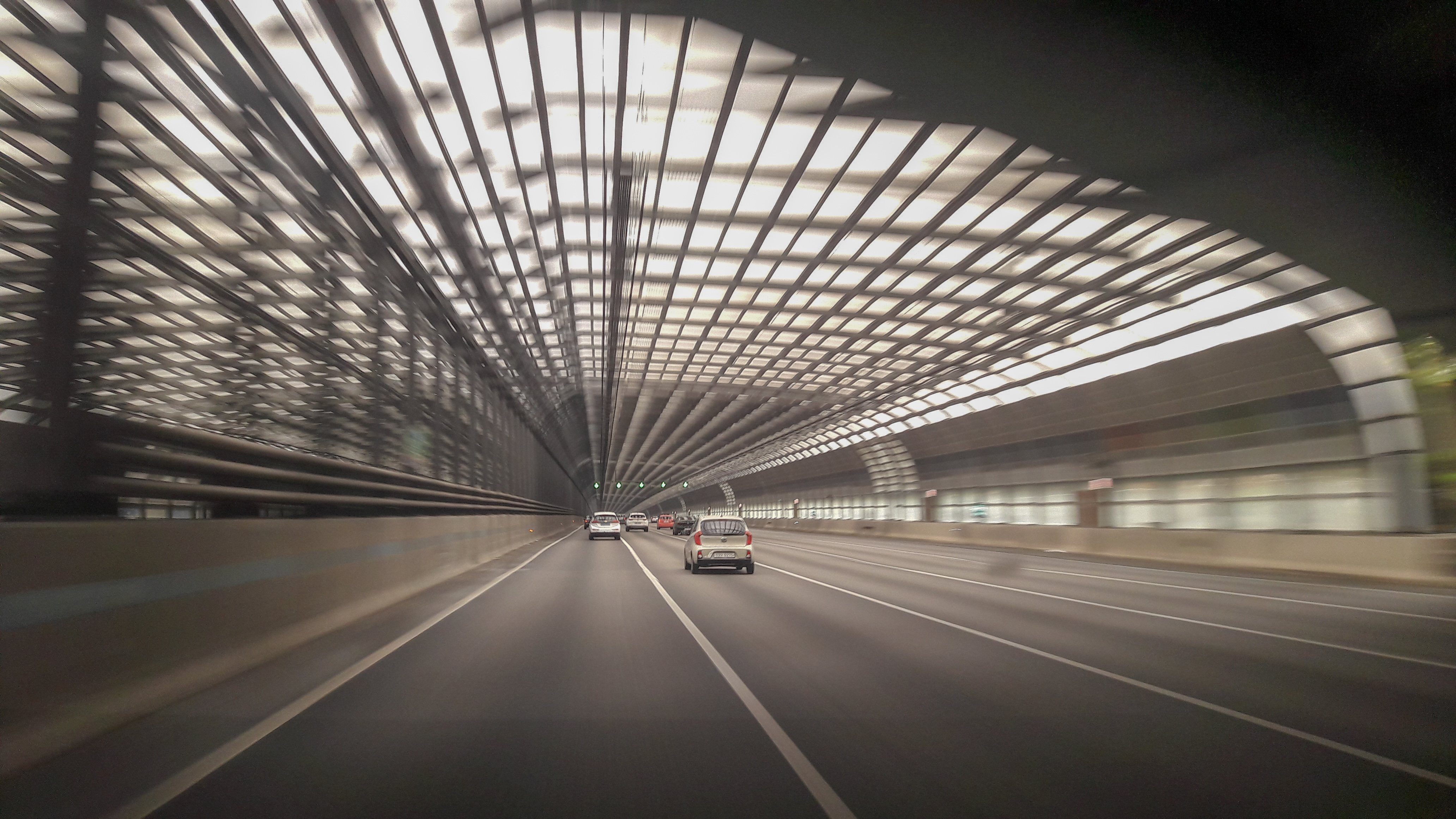
광교방음터널(하행)
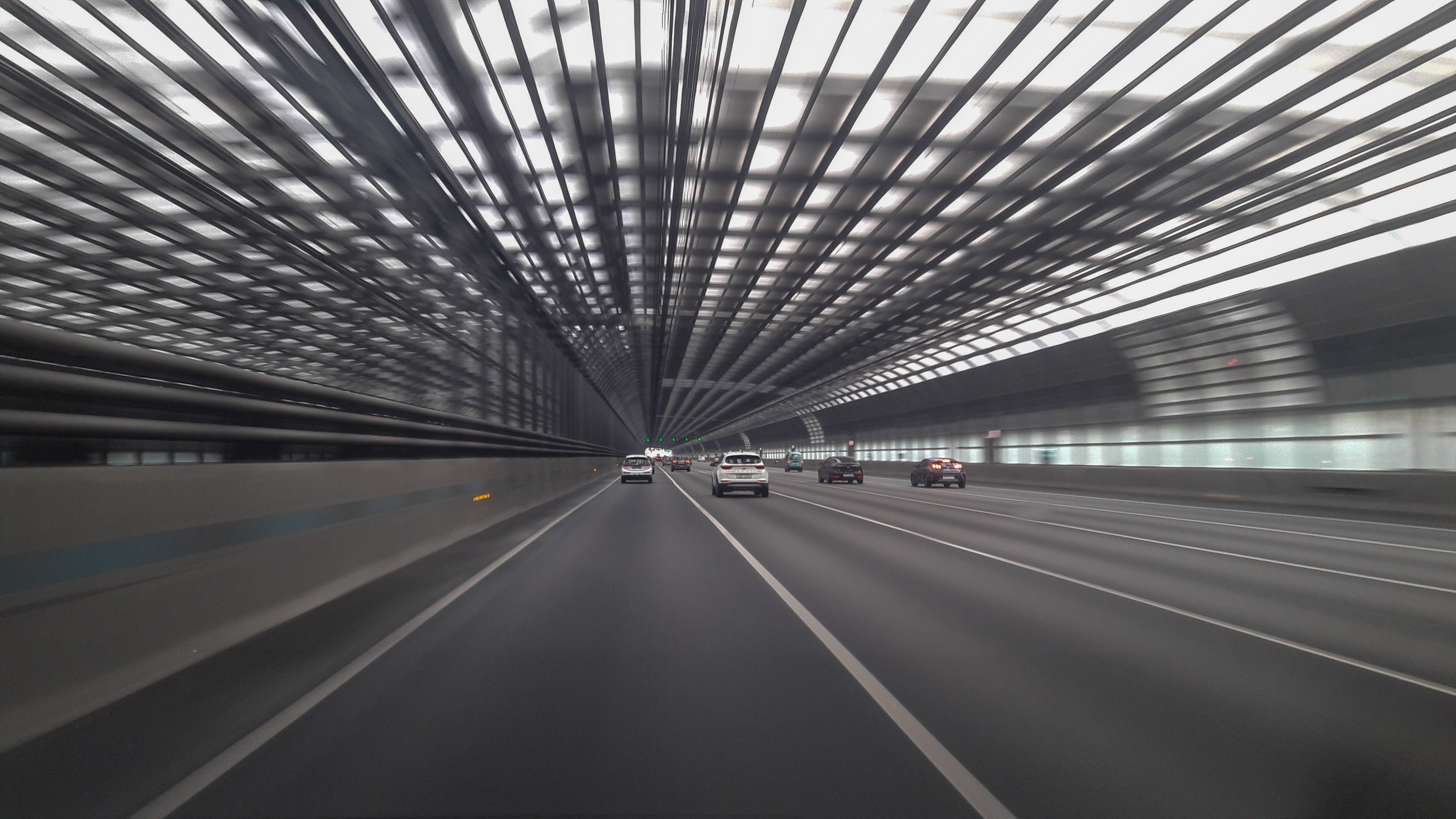
광교방음터널(하행)
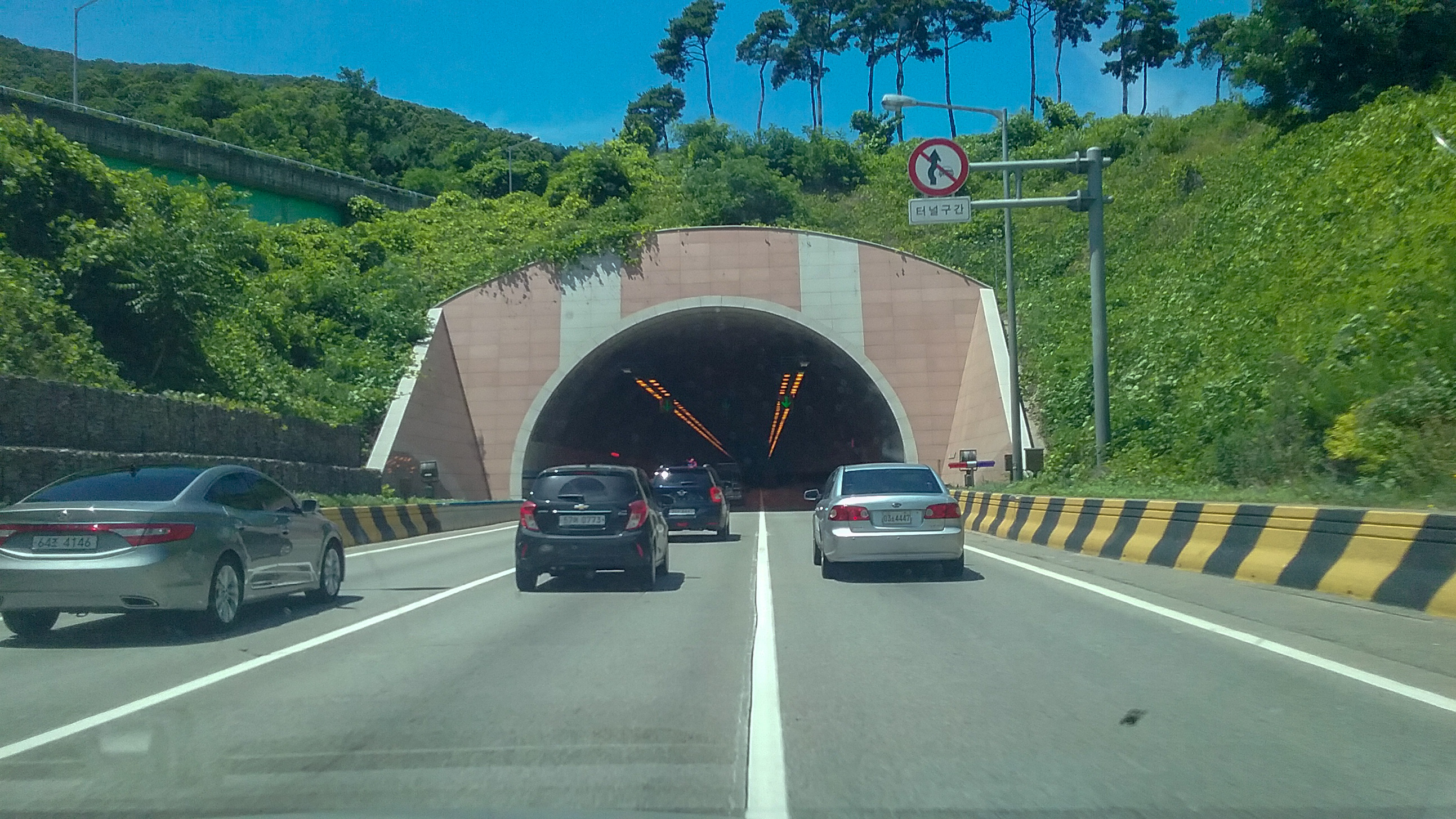
마성터널2 입구(상행)
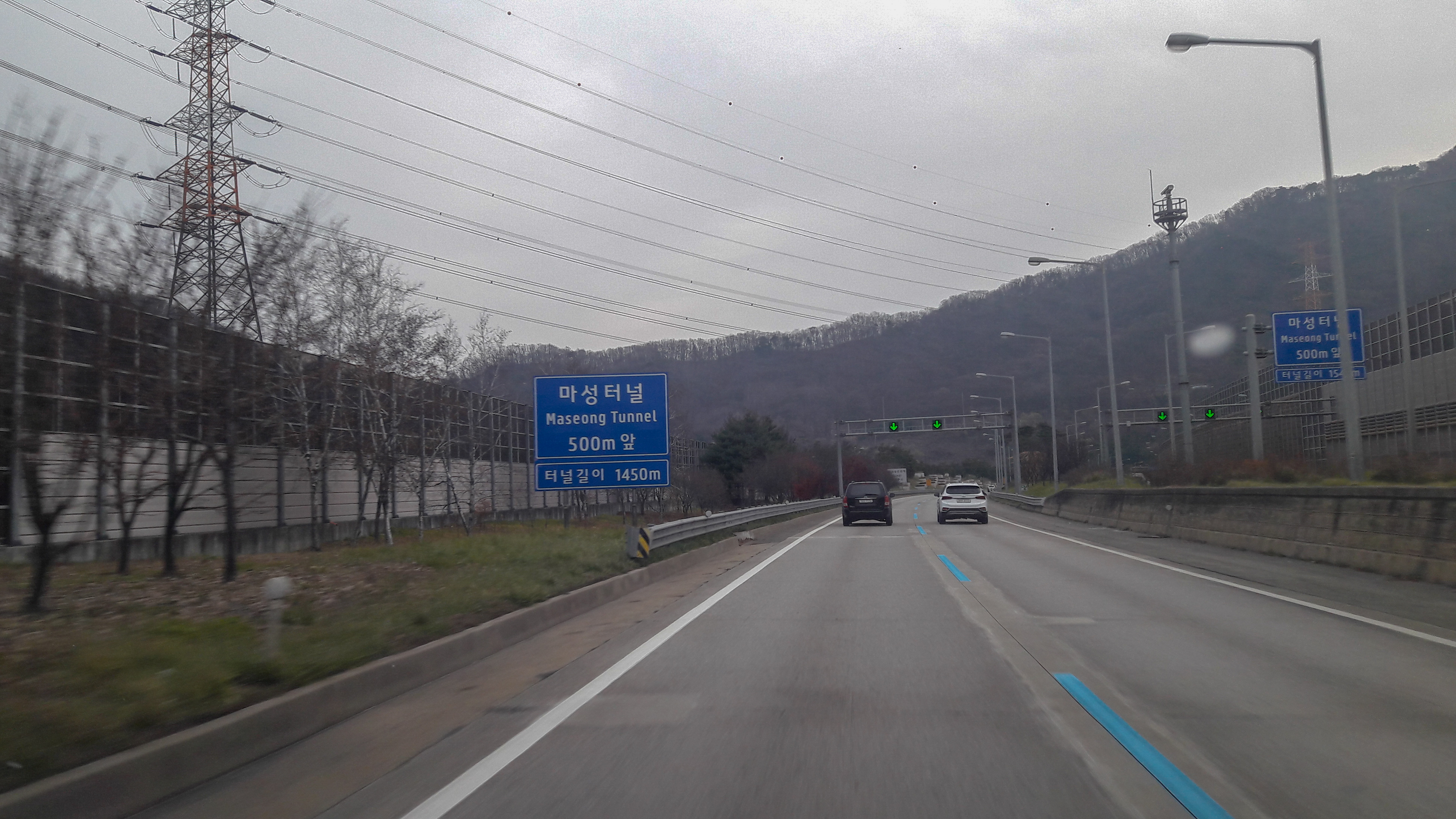
마성터널1 500m 표지판(하행)
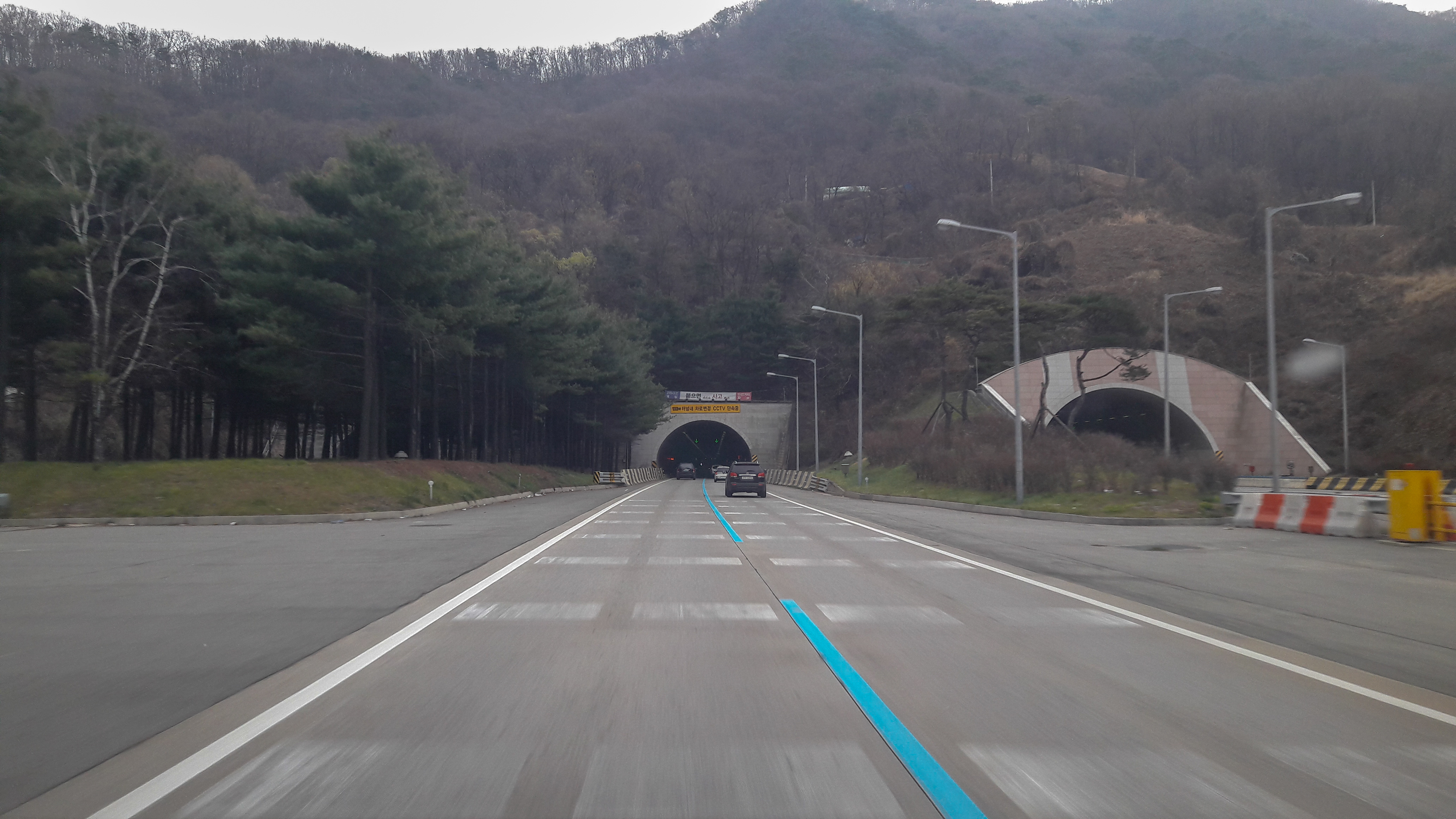
마성터널 쌍굴 입구(하행)
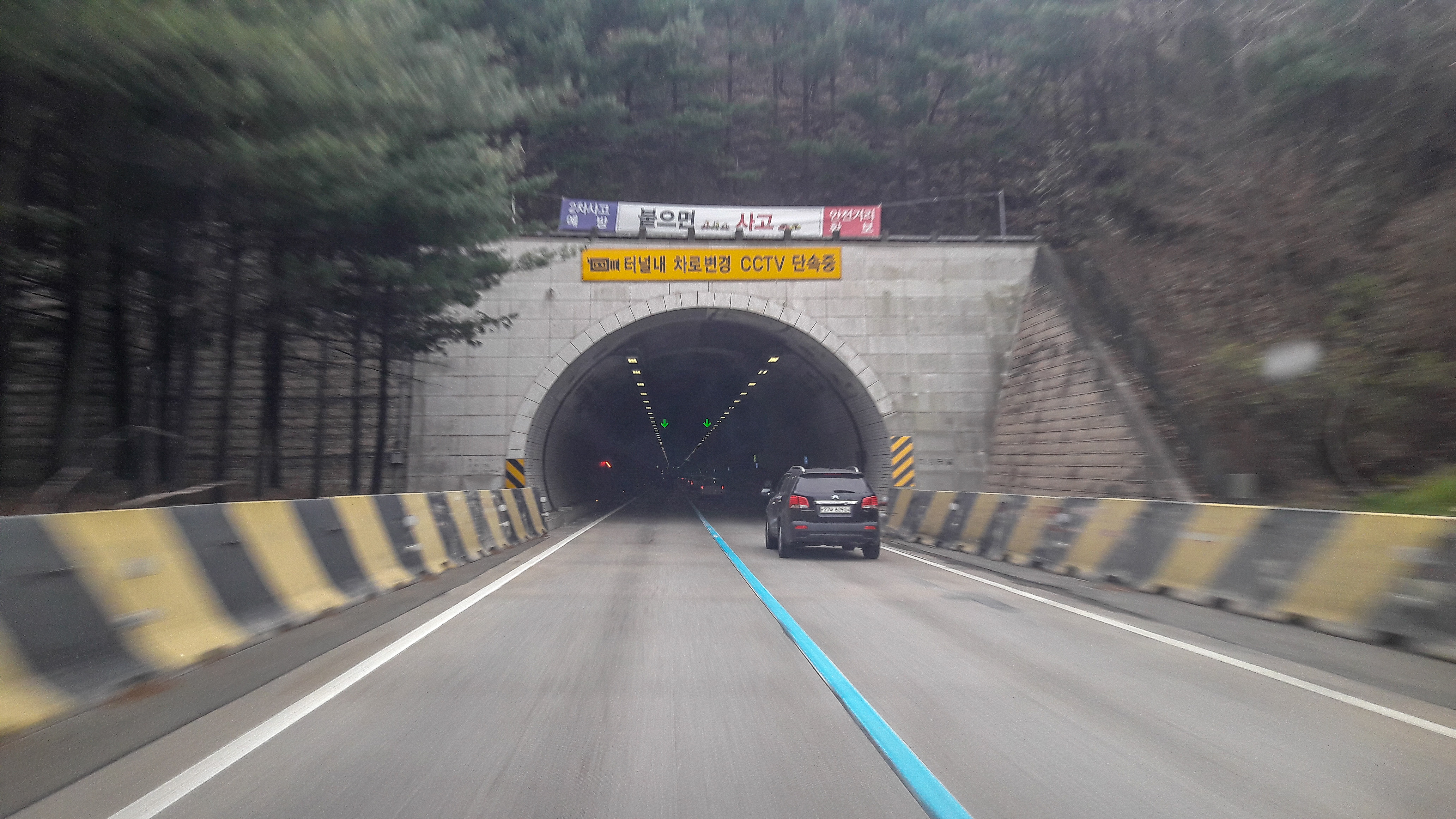
마성터널1 입구(하행)
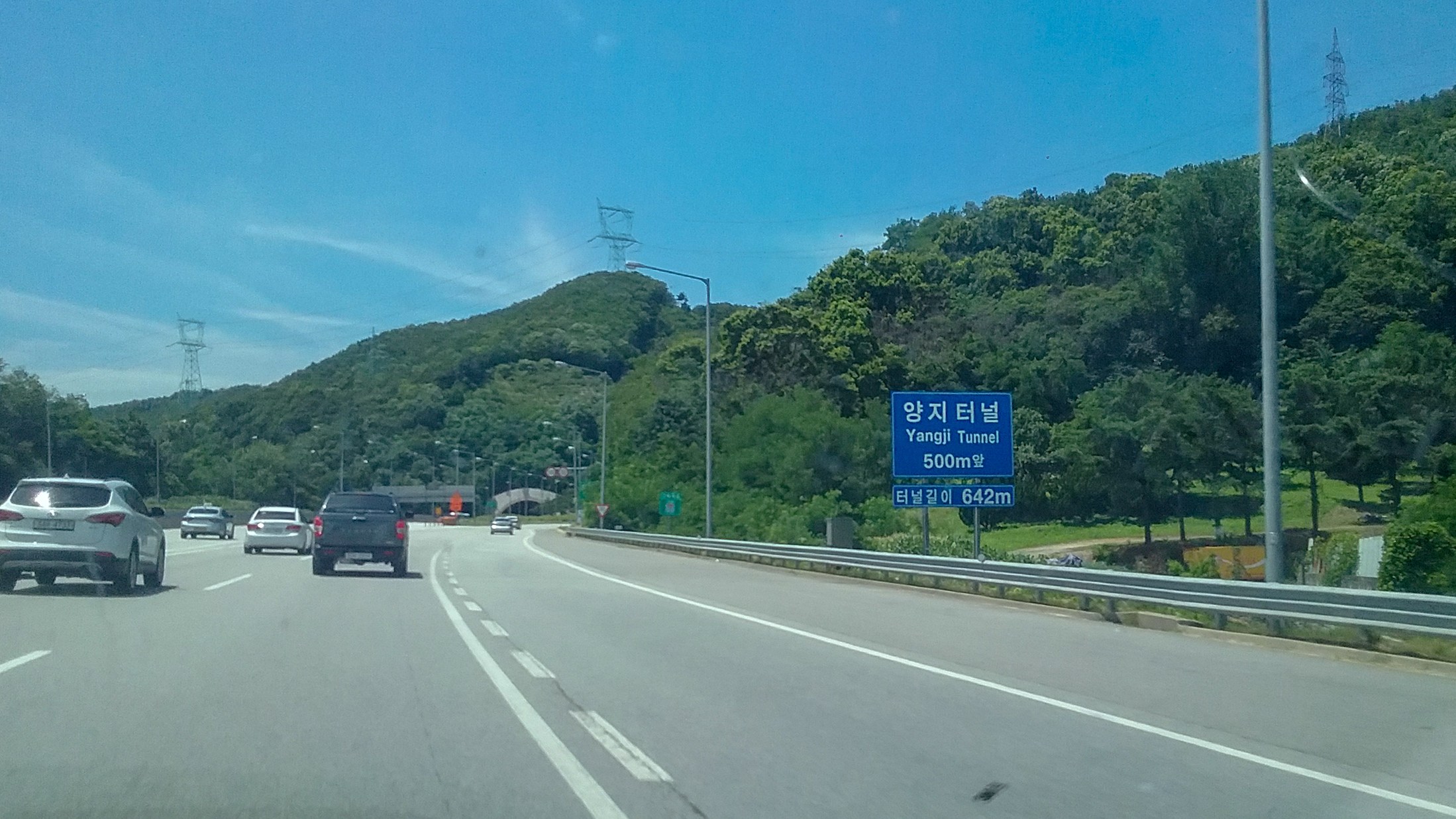
양지터널 500m 표지판(상행)
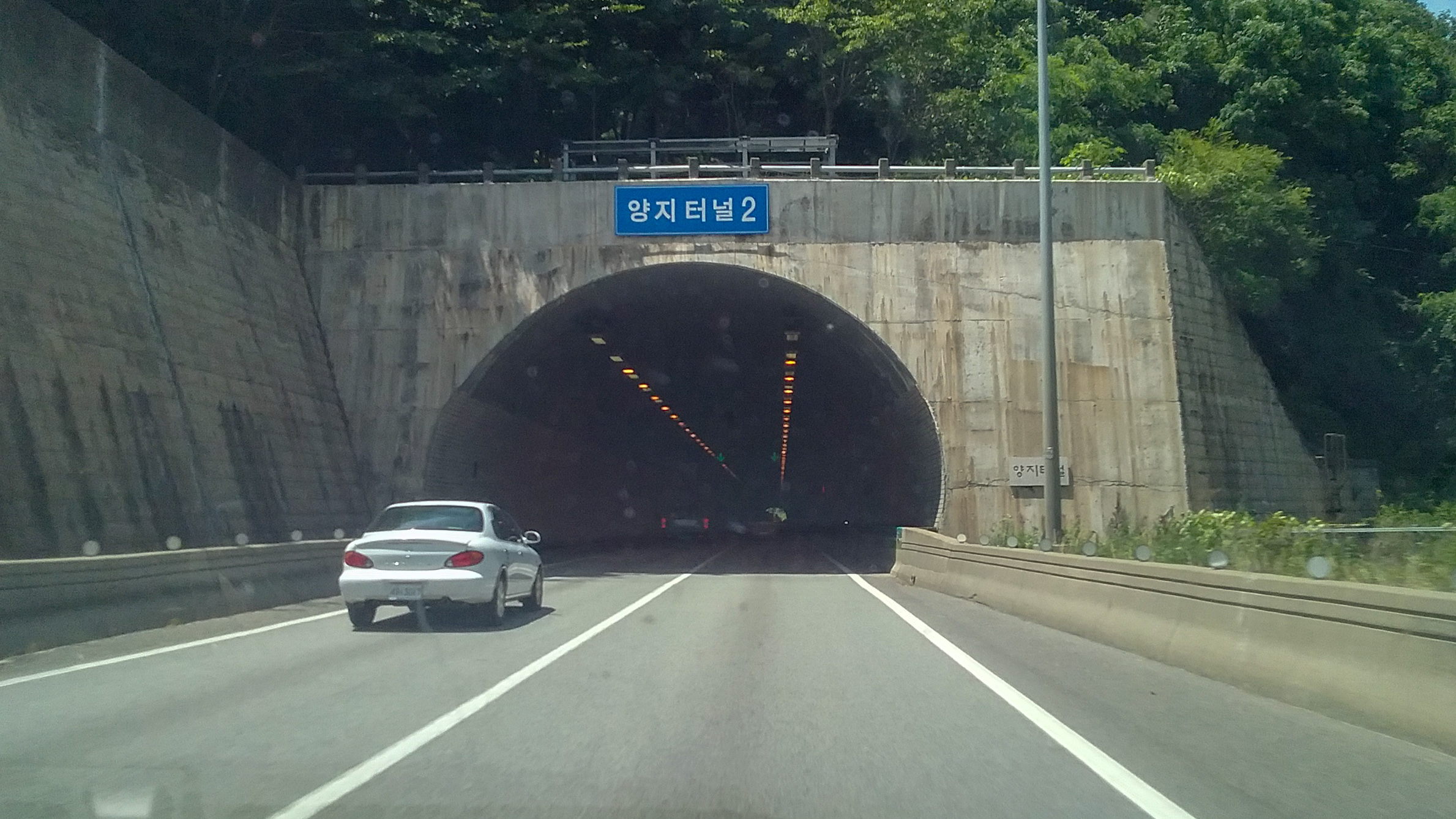
양지터널2 입구(상행)
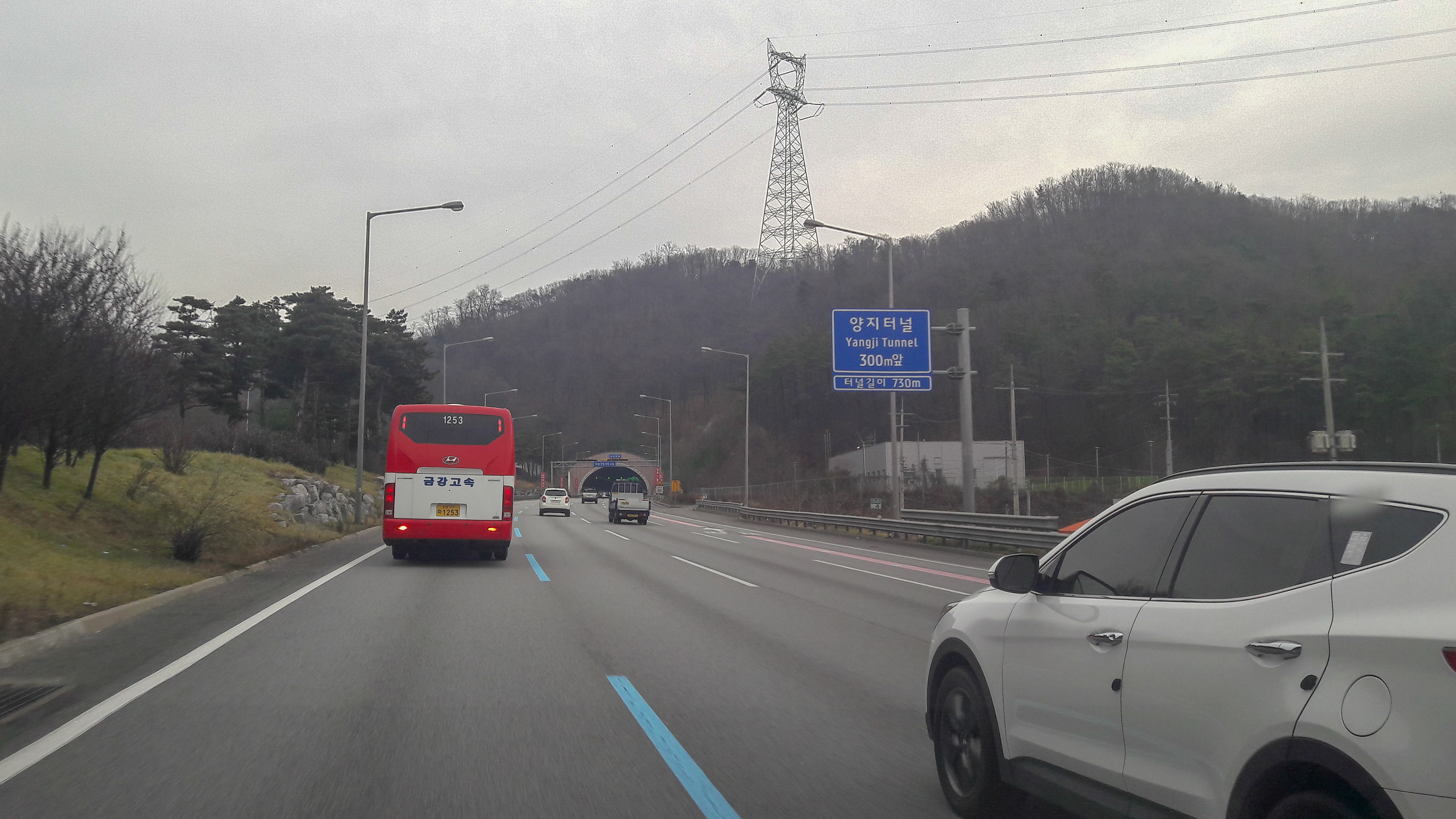
양지터널 500m 표지판(하행)
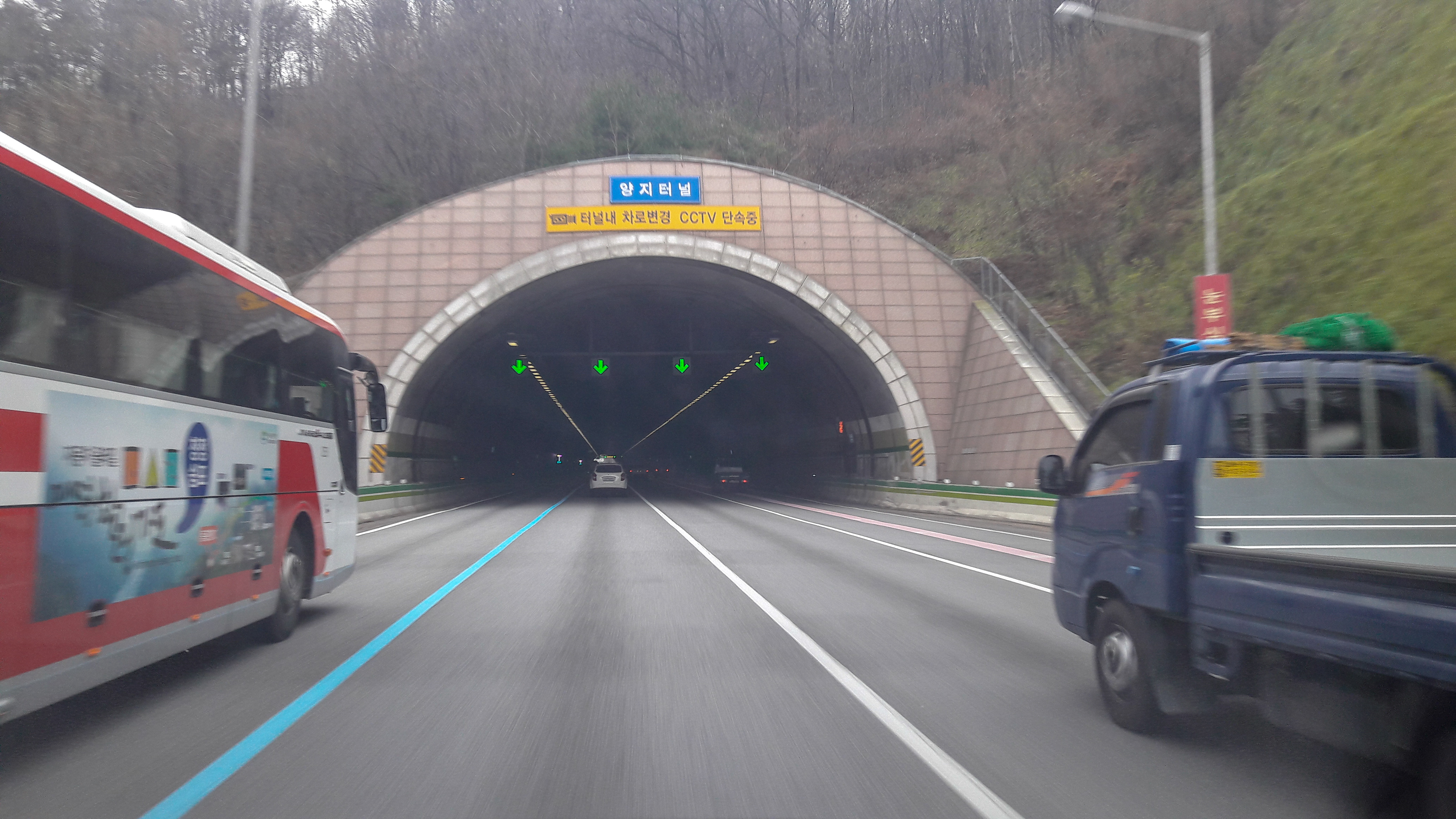
양지터널 입구(하행)
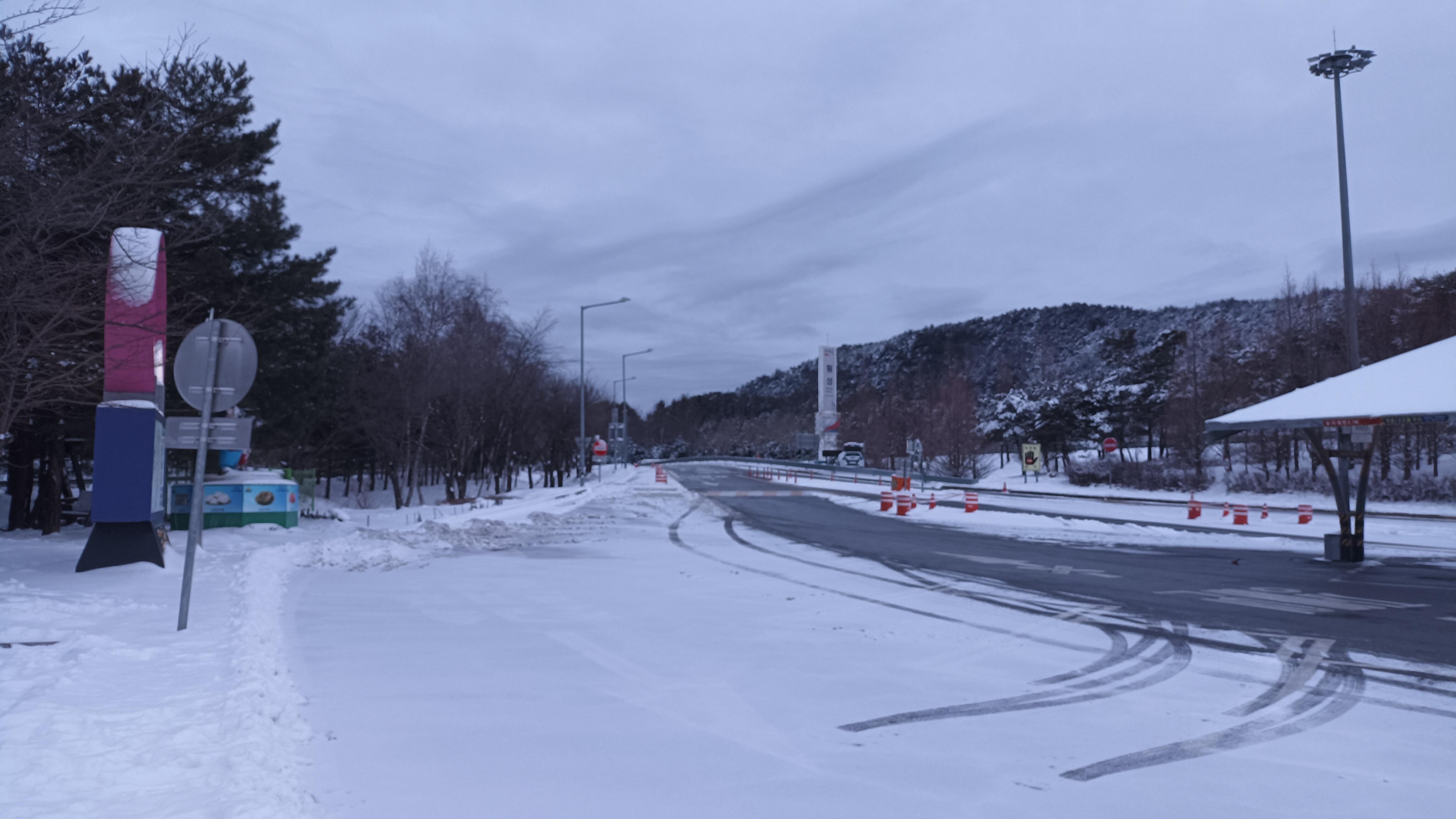
횡성휴게소 (강릉방향)
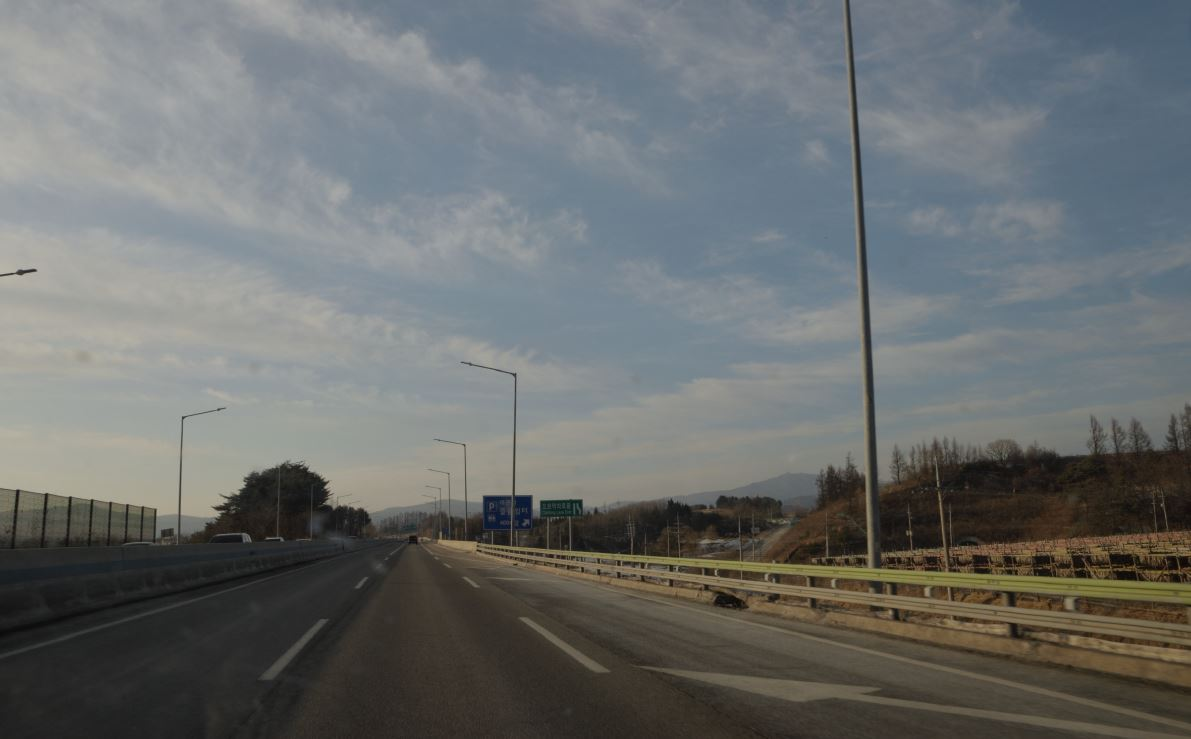
대관령 나들목~대관령1터널(상행), 오르막차로 끝
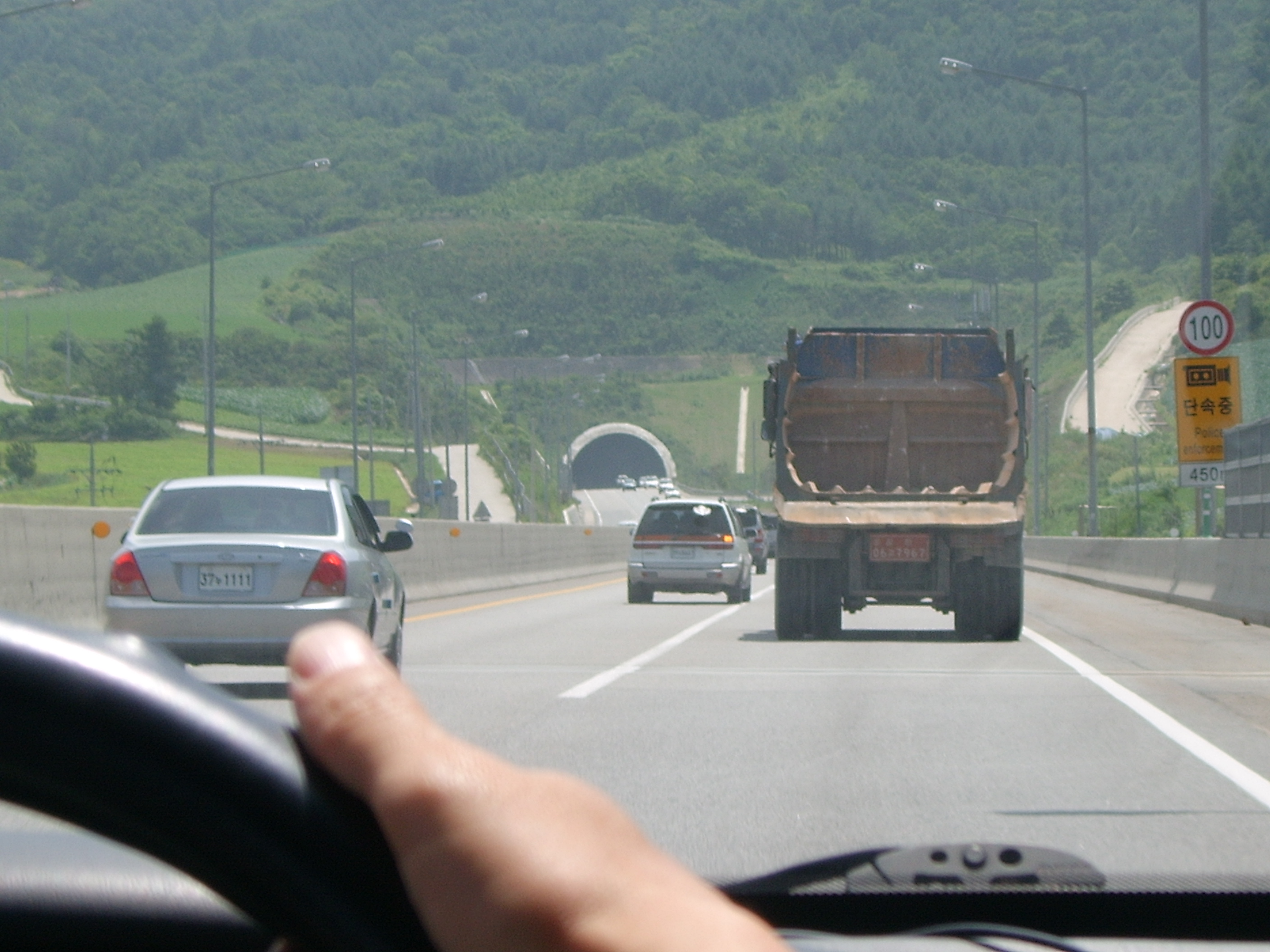
대관령1터널 입구(하행)
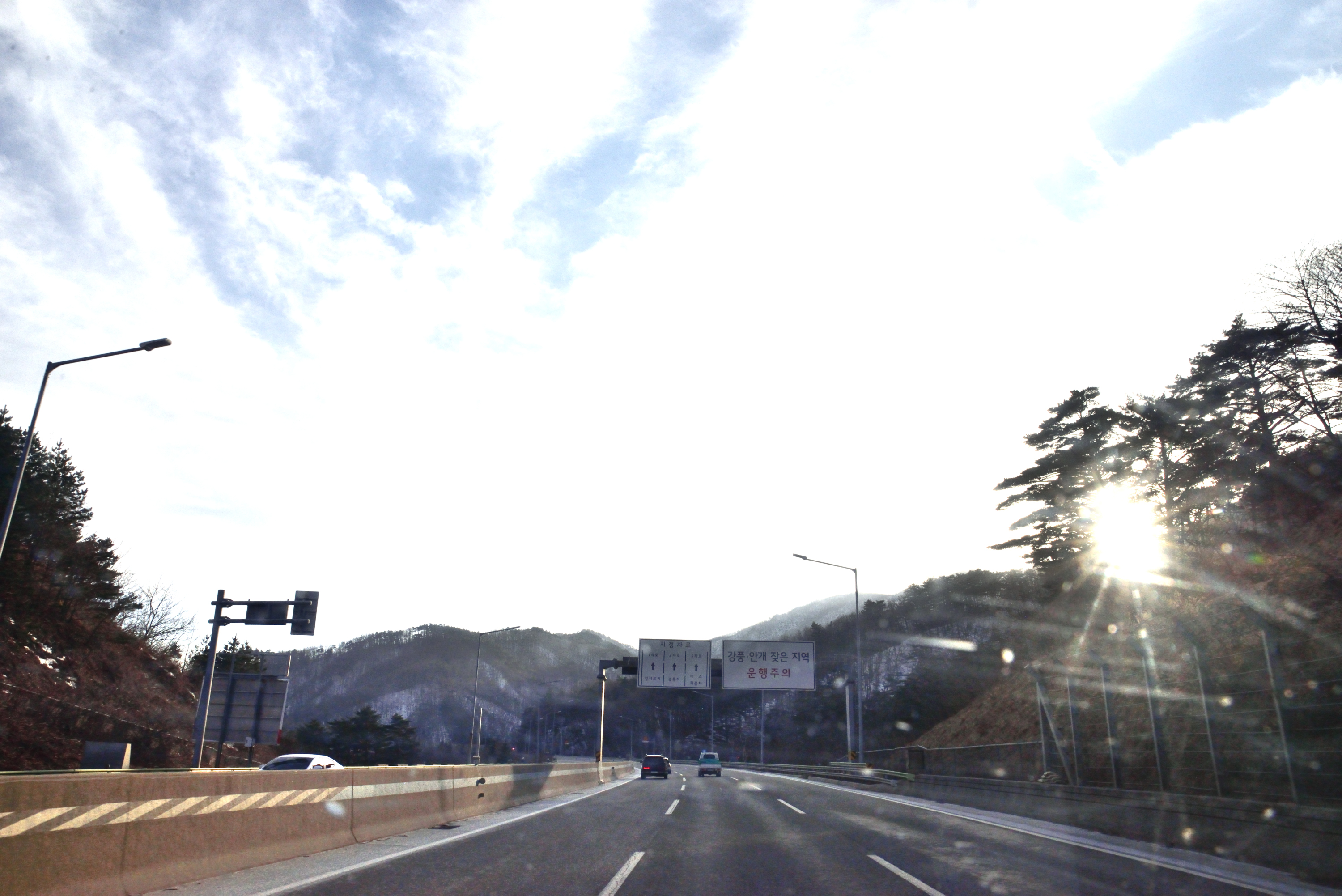
대관령 상행과 오르막차로
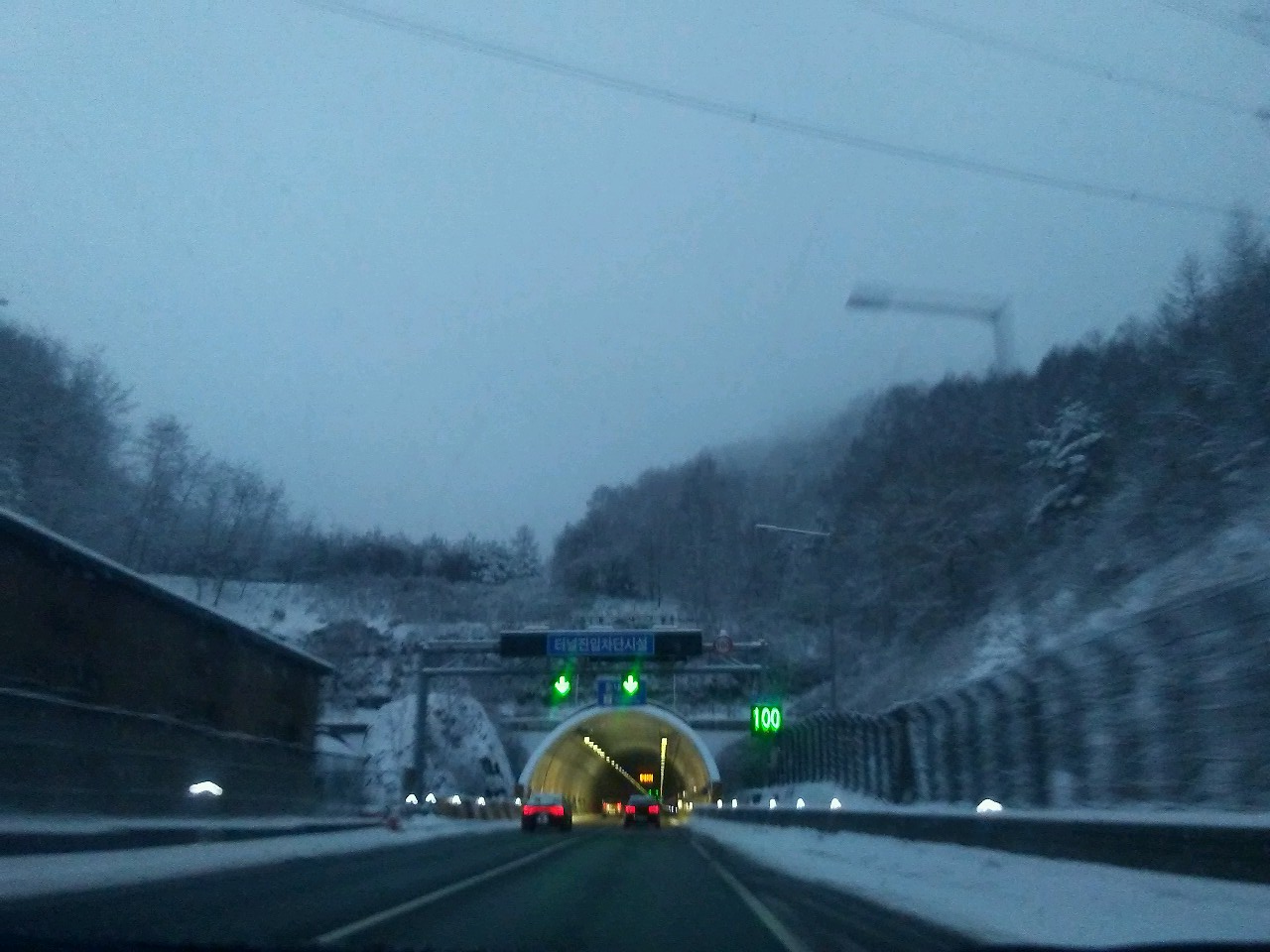
둔내터널 입구(상행)
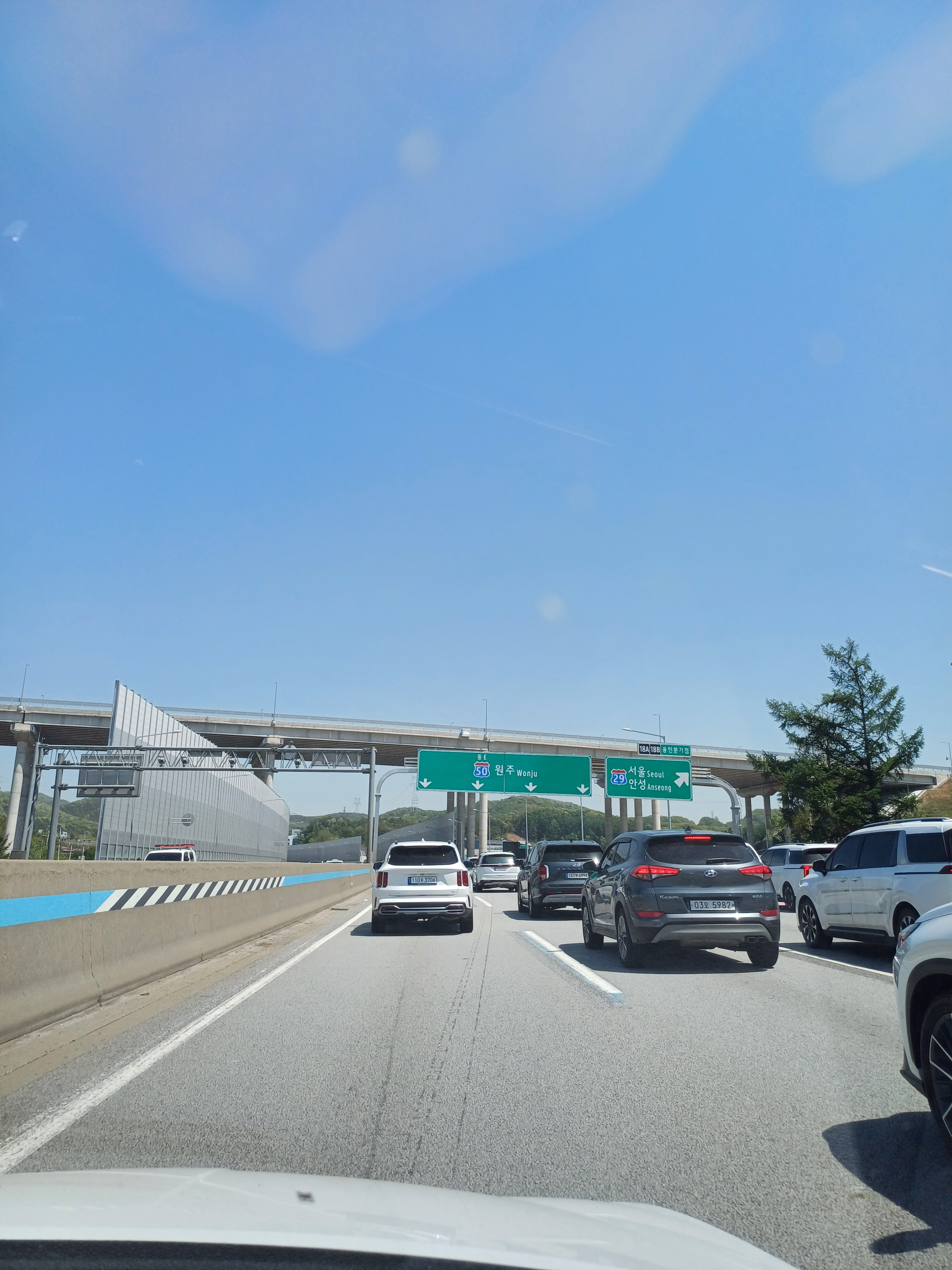
용인 분기점 부근